# Liste der Biografien/Gei
Liste der Biografien |
Portal Biografien |
Personensuche
# |
A |
B |
C |
D |
E |
F |
G |
H |
I |
J |
K |
L |
M |
N |
O |
P |
Q |
R |
S |
T |
U |
V |
W |
X |
Y |
Z |
?
 
Ga |
Gb |
Gc |
Gd |
Ge |
Gf |
Gh |
Gi |
Gj |
Gk |
Gl |
Gm |
Gn |
Go |
Gp |
Gq |
Gr |
Gs |
Gu |
Gv |
Gw |
Gy |
Gz
 
Gea |
Geb |
Gec |
Ged |
Gee |
Gef |
Geg |
Geh |
Gei |
Gej |
Gek |
Gel |
Gem |
Gen |
Geo |
Gep |
Ger |
Ges |
Get |
Geu |
Gev |
Gew |
Gex |
Gey |
Gez
Die Liste der Biografien führt alle Personen auf, die in der deutschsprachigen Wikipedia einen Artikel haben. Dieses ist eine Teilliste mit 861 Einträgen von Personen, deren Namen mit den Buchstaben „Gei“ beginnt.

## Gei

### Geia
- Geiami (1431–1485), japanischer Maler

### Geib
- Geib, August (1842–1879), deutscher frühsozialistischer Lyriker, Buchhändler und Politiker (ADAV, SPD), MdR
- Geib, Ekkehard (1909–1999), deutscher Verwaltungsjurist, Landrat und Staatssekretär
- Geib, Ferdinand (1804–1834), deutscher Jurist und Autor
- Geib, Gordon (* 1983), deutscher Basketballspieler
- Geib, Hans (1921–1995), deutscher Mundartautor und Kolumnist
- Geib, Hermann (1872–1939), deutscher Politiker
- Geib, Johann Georg (1739–1818), deutscher Orgelbaumeister
- Geib, Karl (1777–1852), Schriftsteller
- Geib, Karl Gustav (1808–1864), deutscher Strafrechtler
- Geib, Karl-Hermann (1908–1949), deutscher Chemiker
- Geib, Otto (1859–1920), deutscher Jurist und Professor der Rechte
- Geib, Theodor (1885–1944), deutscher General der Artillerie
- Geib, Theodor von (1842–1908), deutscher Verwaltungsjurist
- Geibel, Adam (1855–1933), deutsch-amerikanischer Komponist, Songwriter, Orchesterleiter, Organist, Musikpädagoge und Musikverleger
- Geibel, Carl (1806–1884), deutscher Buchhändler und Verleger
- Geibel, Carl (1842–1910), deutscher Buchhändler und Verleger
- Geibel, Casimir (1839–1896), deutscher Porträt- und Landschaftsmaler
- Geibel, Emanuel (1815–1884), deutscher LyrikerEmanuel Geibel (1815–1884)

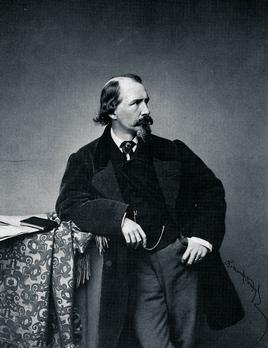
Emanuel Geibel (1815–1884)

- Geibel, Ernst (* 1877), deutscher Buchhändler, Verleger, Antiquar
- Geibel, Hermann (1889–1972), deutscher Bildhauer und Hochschullehrer
- Geibel, Johannes (1776–1853), deutscher evangelischer Theologe
- Geibel, Konrad (1817–1872), deutscher Organist und Komponist
- Geibel, Korbinian (* 2002), deutscher Eishockeyspieler
- Geibel, Kurt (1931–2013), deutscher Chemiker und Hochschullehrer
- Geibel, Margarethe (1876–1955), deutsche Grafikerin, vor allem Holzschneiderin
- Geibel, Paul (1845–1915), deutscher Landwirt und Politiker (NLP), MdR
- Geibel, Paul Otto (1898–1966), deutscher SS-Brigadeführer, Generalmajor der Polizei und SSPF Warschau
- Geibel, Peter (1841–1901), deutscher Mundartdichter
- Geibel, Stefan J. (* 1968), deutscher Rechtswissenschaftler
- Geibelt, Anna Marie (1838–1923), deutsche Stifterin
- Geiberger, Al (* 1937), US-amerikanischer Golfsportler
- Geibert, Jörg (* 1963), deutscher Jurist und Politiker (CDU), MdLJörg Geibert (* 1963)

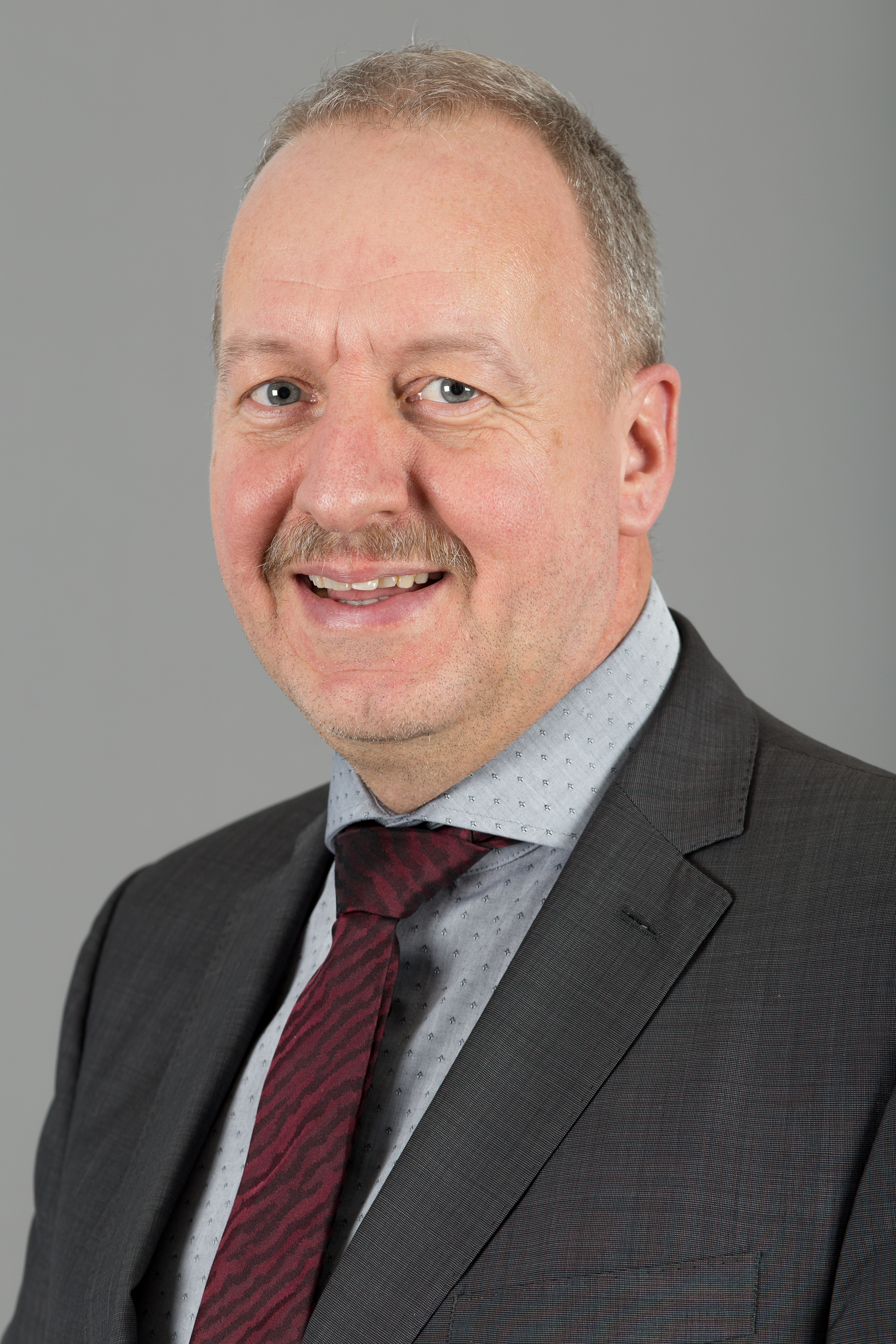
Jörg Geibert (* 1963)

- Geibert, Lennart (* 1997), deutscher Politiker (CDU) und Mitglied des Thüringer Landtages
- Geibig, Alfred (* 1954), deutscher Archäologe und Waffenkundler
- Geiblinger, Elfriede (* 1952), österreichische Journalistin und Moderatorin

### Geic
- Geick, Eberhard (* 1944), deutscher Kameramann
- Geicke, Horst (* 1955), deutschstämmiger Unternehmer, Investor und Lobbyist

### Geid
- Geideck, Frank (* 1967), deutscher Fußballspieler und -trainer
- Geidel, Georg (* 1899), deutscher Gewerkschafter und Politiker
- Geidel, Gerhard (1925–2011), deutscher Marinemaler und Illustrator
- Geidel, Hans (1926–2020), deutscher Agrarinformatiker
- Geidel, Heinrich (1929–2021), deutscher Internist und Medizinpublizist
- Geidel, Paul (1894–1987), US-amerikanischer Strafgefangener
- Geider, Thomas (1953–2010), deutscher Afrikanist und Ethnologe
- Geidt, Christopher (* 1961), britischer Privatsekretär von Königin Elisabeth II.

### Geie
- Geiecke, Friedrich (1899–1982), deutscher Kommunalpolitiker und ehrenamtlicher Landrat (Zentrum und CDU)
- Geier, Andrea (* 1972), deutsche Literaturwissenschaftlerin und Hochschullehrerin
- Geier, Bernhard (1926–2009), deutscher Kommandeur des Grenzkommandos Mitte der Grenztruppen der DDR (Generalmajor)
- Geier, Bruno (1902–1987), deutscher Mineraloge und Bergbauingenieur
- Geier, Conrad F. (* 1958), deutscher Schauspieler
- Geier, Egbert (* 1965), deutscher Kommunalpolitiker der SPDEgbert Geier (* 1965)

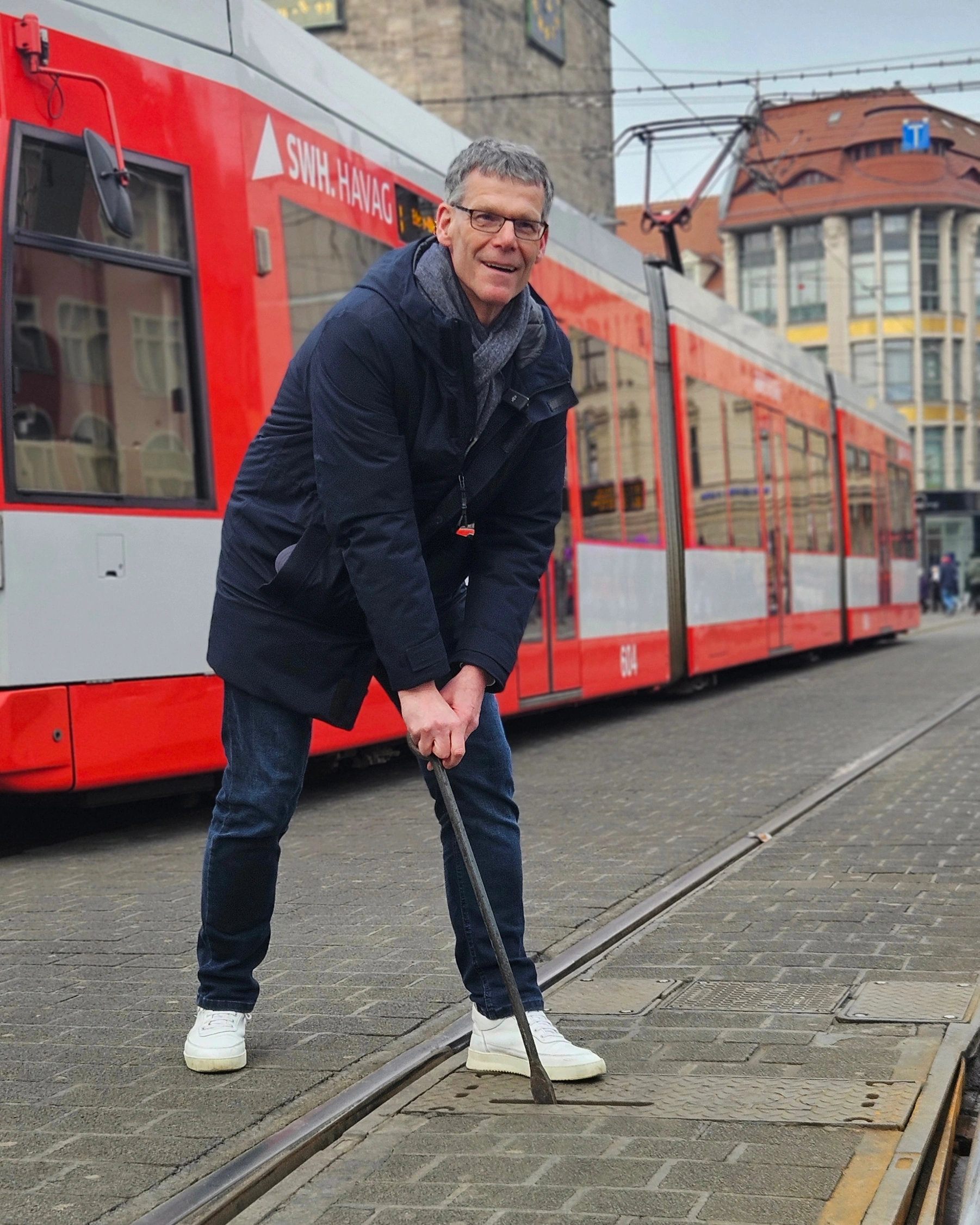
Egbert Geier (* 1965)

- Geier, Egon (1904–1976), österreichischer Schriftsteller und Lyriker
- Geier, Erna-Maria (1923–1994), deutsche Politikerin (CDU), MdL, MdB
- Geier, Friedrich-Wilhelm (1903–1965), deutscher Jurist, Richter am Bundesgerichtshof
- Geier, Gerhard (1932–2008), deutscher Kabarettist und Autor
- Geier, Hanns (1902–1986), deutscher Automobilrennfahrer
- Geier, Harald (* 1972), österreichischer Boxer
- Geier, Heinrich Claudius (1834–1896), Landtagsabgeordneter Großherzogtum Hessen
- Geier, Helmut (* 1944), österreichischer Manager, Generaldirektor der Wüstenrot AG
- Geier, Herbert (1923–1990), deutscher Siebdrucker
- Geier, Jens (* 1961), deutscher Politiker (SPD), MdEPJens Geier (* 1961)

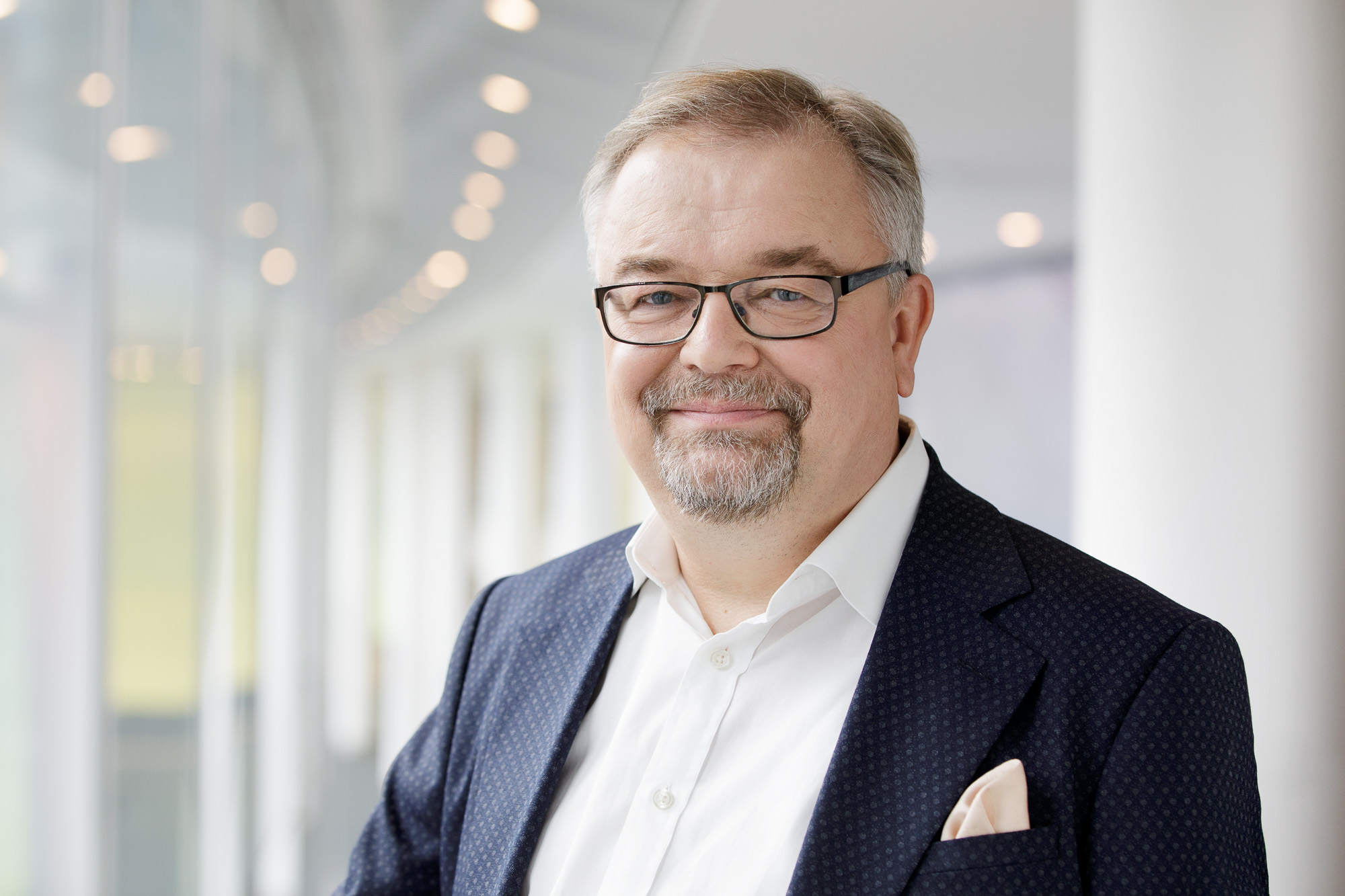
Jens Geier (* 1961)

- Geier, Johann Daniel (1660–1735), deutscher Arzt und Naturwissenschaftler
- Geier, John G. (1934–2009), US-amerikanischer Psychologe und Unternehmer
- Geier, Jürgen (* 1940), deutscher Offizier
- Geier, Karl Theodor (1932–2020), deutscher Jazzbassist
- Geier, Kurt (1879–1950), deutscher Jurist, Verwaltungsbeamter und Politiker (NLP, DNVP, DVP)
- Geier, Luzian (* 1948), deutscher Biologielehrer, Journalist, Heimatforscher und Chefredakteur
- Geier, Manfred (* 1943), deutscher Germanist und Publizist
- Geier, Manuel (* 1988), österreichischer Eishockeyspieler
- Geier, Martin (1614–1680), deutscher lutherischer Theologe
- Geier, Michael (* 1944), deutscher Diplomat
- Geier, Monika (* 1970), deutsche Schriftstellerin
- Geier, Oscar (1882–1942), Schweizer Bobfahrer
- Geier, Oscar (1889–1952), deutscher Musiker und Komponist
- Geier, Peter Christoph († 1713), deutscher Rats- und Glockengießer in Lübeck
- Geier, Peter Philipp (1792–1847), deutscher Ökonom und Hochschullehrer
- Geier, Richard (* 1961), deutscher römisch-katholischer Priester, Leiter der Abteilung "Pastorale Dienste" der Diözese Eisenstadt
- Geier, Stefan (* 1988), österreichischer Eishockeyspieler
- Geier, Susanne (* 1972), deutsche Synchronsprecherin
- Geier, Swetlana (1923–2010), russische LiteraturübersetzerinSwetlana Geier (1923–2010)

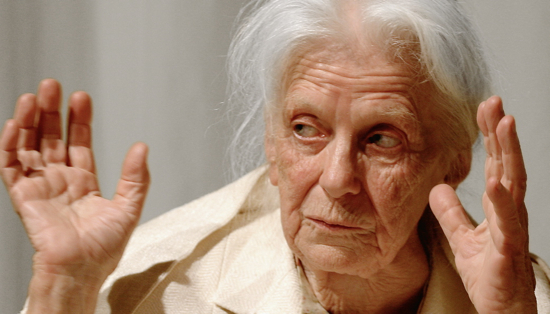
Swetlana Geier (1923–2010)

- Geier, Thomas (* 1968), deutscher Erziehungswissenschaftler, Musiker und DJ
- Geier, Werner (1962–2007), österreichischer DJ und Radiojournalist
- Geier, Winfried (* 1960), deutscher Fußballspieler und -trainer
- Geier, Wolfgang (1937–2023), deutscher Historiker
- Geier, Wolfgang (* 1955), deutscher Kriminalbeamter
- Geier, Wolfgang (* 1966), österreichischer Fernseh- und Radio-Journalist
- Geieregger, Bernadette (* 1992), österreichische Politikerin der Österreichischen Volkspartei (ÖVP)
- Geierhaas, Gustav (1888–1976), deutscher Komponist
- Geierhos, Michaela (* 1983), deutsche Computerlinguistin und Hochschullehrerin
- Geiermann, Günter (1938–2013), deutscher Schauspieler
- Geiersbach, Bernd (* 1959), deutscher Organist, Komponist und Musikwissenschaftler
- Geiersbach, Gerd (* 1956), deutscher Fußballspieler
- Geiersberger, Erich (1926–2012), deutscher Agrarwissenschaftler und Journalist
- Geierspichler, Thomas (* 1976), österreichischer Rennrollstullfahrer
- Geiert, Constanze (* 1976), deutsche Juristin und Politikerin (CDU)Constanze Geiert (* 1976)

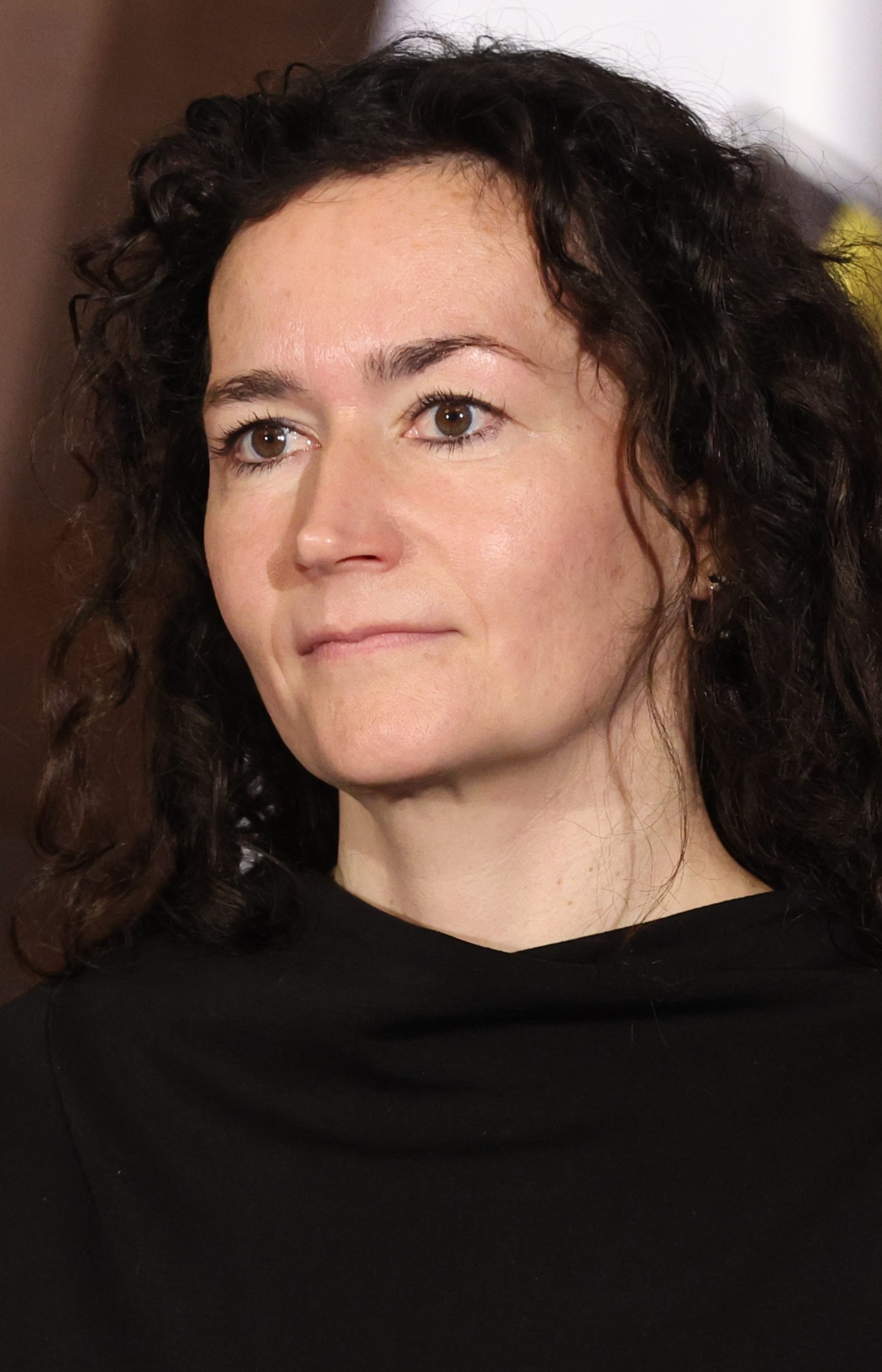
Constanze Geiert (* 1976)

### Geig
- Geigel, Alois (1829–1887), deutscher Mediziner
- Geigel, Eva (* 1962), deutsche Schauspielerin
- Geigel, Johann Philipp († 1800), deutscher Baumeister am Übergang vom Barock zum Klassizismus
- Geigel, Philipp (1794–1855), deutscher Richter und Politiker, MdFN
- Geigele, Janine (* 1974), Schweizer Sportmoderatorin und Kommunikationsexpertin
- Geigenberger, August (1875–1909), deutscher Entwerfer für Holzspielzeug, Karikaturist und Grafiker
- Geigenberger, Otto (1881–1946), deutscher Maler
- Geigenmüller, Katharina (1890–1964), deutsche Malerin
- Geigenmüller, Otto (1906–1969), deutscher Polizist und SS-Hauptscharführer
- Geiger, Abraham (1810–1874), deutscher Rabbiner
- Geiger, Alain (* 1960), Schweizer Fussballspieler und -trainer
- Geiger, Alexander von (1808–1891), deutsch-französischer Industrieller und französischer Politiker
- Geiger, Alfons (* 1944), deutscher Physiker
- Geiger, Alisa (* 1996), deutsche Fußballspielerin
- Geiger, Alois (1890–1943), deutsches NS-Opfer
- Geiger, Andreas (1773–1856), österreichischer Kupferstecher und Schabkünstler
- Geiger, Andreas (* 1798), österreichischer Kupferstecher, vor allem für die Wiener Theaterzeitung
- Geiger, Andreas (* 1947), deutscher Sozialwissenschaftler
- Geiger, Andreas (* 1969), deutscher Filmregisseur und Drehbuchautor
- Geiger, Andreas (* 1971), deutscher Rechtsanwalt und Lobbyist
- Geiger, Andreas (* 1982), deutscher Informatiker
- Geiger, Anna Bella (* 1933), brasilianische Bildhauerin, Malerin, Grafikerin und Lehrerin
- Geiger, Annette (* 1968), deutsche Hochschullehrerin
- Geiger, Arno (* 1968), österreichischer SchriftstellerArno Geiger (* 1968)

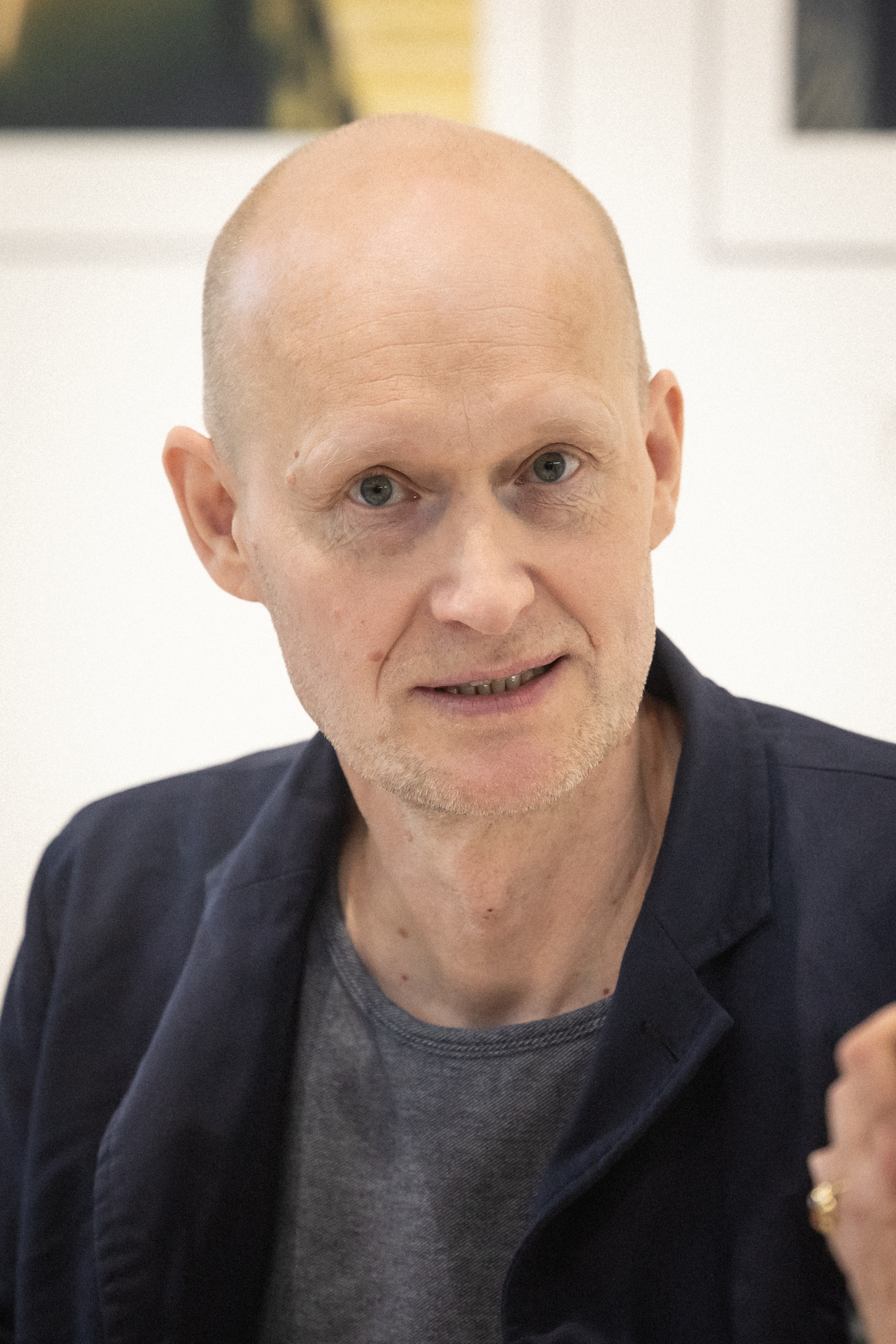
Arno Geiger (* 1968)

- Geiger, August (1893–1991), deutscher Schreinermeister
- Geiger, Barbara (* 1981), deutsche Juristin, Richterin am Bundessozialgericht
- Geiger, Bastien (* 1985), Schweizer Fußballspieler
- Geiger, Benno (1882–1965), österreichischer Autor und Kunsthistoriker
- Geiger, Benno (1903–1979), Schweizer Keramiker
- Geiger, Bernhard (1881–1964), österreichischer Indologe
- Geiger, Berthold (1847–1919), deutscher Rechtsanwalt und Politiker
- Geiger, Carl (1811–1892), deutscher Optiker und Mechaniker
- Geiger, Carl Ignaz (1756–1791), deutscher Schriftsteller und Radikalaufklärer
- Geiger, Carl Joseph (1822–1905), österreichischer Maler und Illustrator
- Geiger, Caspar Augustin (1847–1924), deutscher Maler und Professor
- Geiger, Catharina (1789–1861), deutsche Malerin, Zeichnerin und Kunstsammlerin
- Geiger, Christina (* 1983), deutsche Fußballspielerin
- Geiger, Christoph Friedrich (1712–1767), deutscher Jurist und Hochschullehrer
- Geiger, Clemens (1900–1995), deutscher römisch-katholischer Geistlicher; Prälat von Xingu (1948–1971)
- Geiger, Connor (* 1994), deutscher Politiker (Volt Deutschland), Bundesvorsitzender von Volt Deutschland
- Geiger, Conrad (1751–1808), deutscher Maler
- Geiger, Constanze (1835–1890), österreichische Pianistin, Kinderdarstellerin, Theaterschauspielerin, Komponistin und Sängerin (Sopran)
- Geiger, Daniel, deutscher Ökonom
- Geiger, Daniel, deutscher RocksängerDaniel Geiger

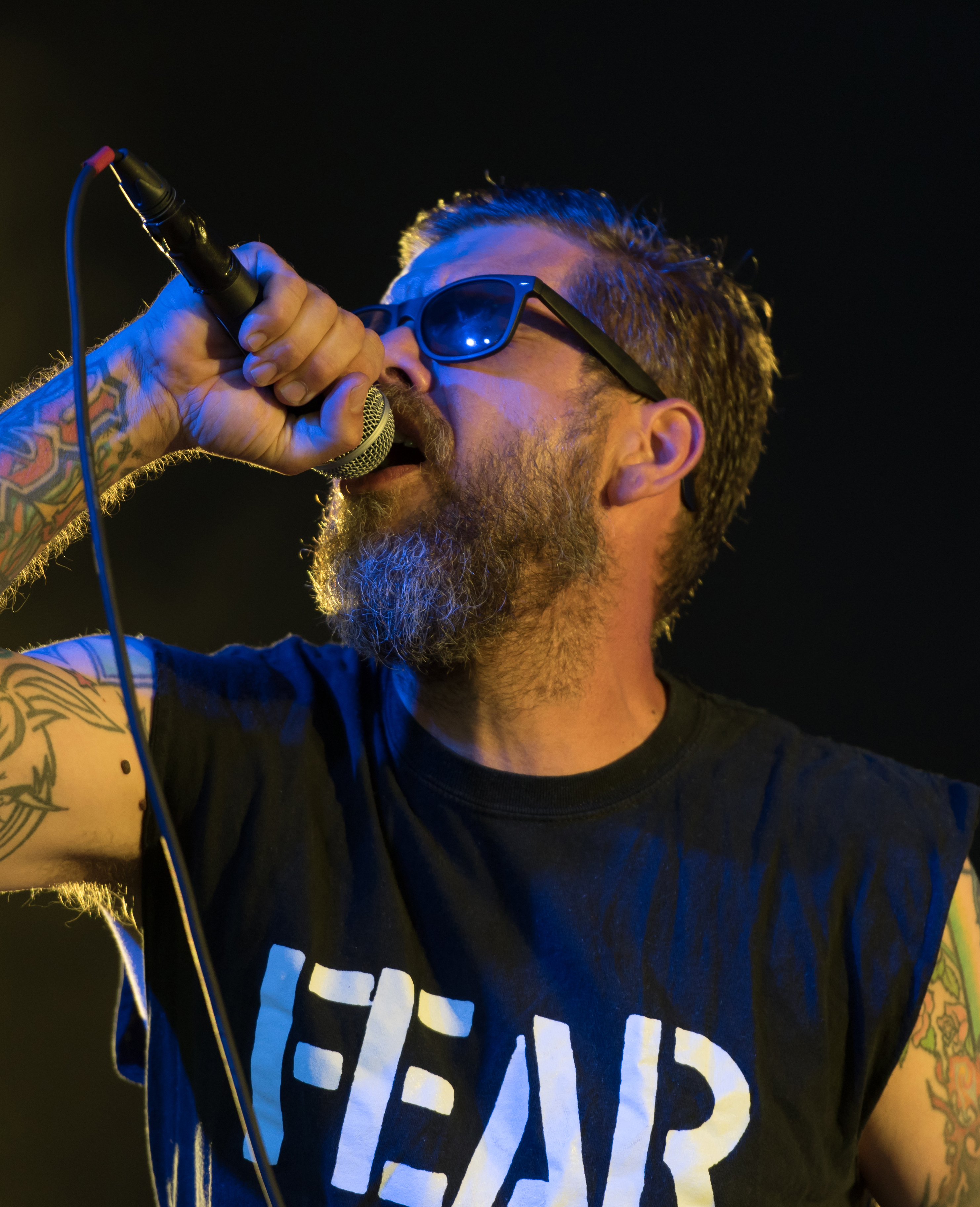
Daniel Geiger

- Geiger, Daniel (* 2006), deutscher Eishockeyspieler
- Geiger, David H. (1935–1989), US-amerikanischer Bauingenieur
- Geiger, Dennis (* 1984), deutscher Fußballspieler
- Geiger, Dennis (* 1998), deutscher Fußballspieler
- Geiger, Dirk (* 2002), deutscher Motorradrennfahrer
- Geiger, Eberhard (1944–2012), deutscher Brauwissenschaftler
- Geiger, Eduard (1854–1922), deutscher Jurist und Politiker
- Geiger, Erich (1924–2008), deutscher Regisseur, Bühnenautor und Autor
- Geiger, Ernst (* 1954), österreichischer Polizist
- Geiger, Ernst Samuel (1876–1965), Schweizer Maler, Holzschneider und Kunstpädagoge
- Geiger, Falko (* 1949), deutscher Sprinter
- Geiger, Franz (1755–1843), deutsch-schweizerischer katholischer Theologe und Kirchenhistoriker
- Geiger, Franz (1921–2011), deutscher Drehbuchautor, Regisseur und Schauspieler
- Geiger, Franz Xaver (1749–1841), deutscher Schriftsteller und römisch-katholischer Geistlicher
- Geiger, Freddy (1955–2024), Schweizer Jugendleiter, Bankangestellter und Unternehmer
- Geiger, Friedrich (1890–1914), deutscher klassischer Philologe
- Geiger, Friedrich (1907–1996), deutscher Automobilkonstrukteur und Chefdesigner für Mercedes-Benz
- Geiger, Friedrich (* 1966), deutscher Musikwissenschaftler
- Geiger, Fritz (1924–1980), deutscher Sportfunktionär
- Geiger, Georg (1894–1972), deutscher Gewerkschafter, Fuhrunternehmer und Politiker (SPD)
- Geiger, Godehard (1853–1937), deutscher Ordensgeistlicher (Benediktiner)
- Geiger, Gunter (* 1967), deutscher Direktor des Bonifatiushauses Fulda
- Geiger, Hannsludwig (1902–1980), deutscher Journalist und Schriftsteller
- Geiger, Hans (1882–1945), deutscher PhysikerHans Geiger (1882–1945)

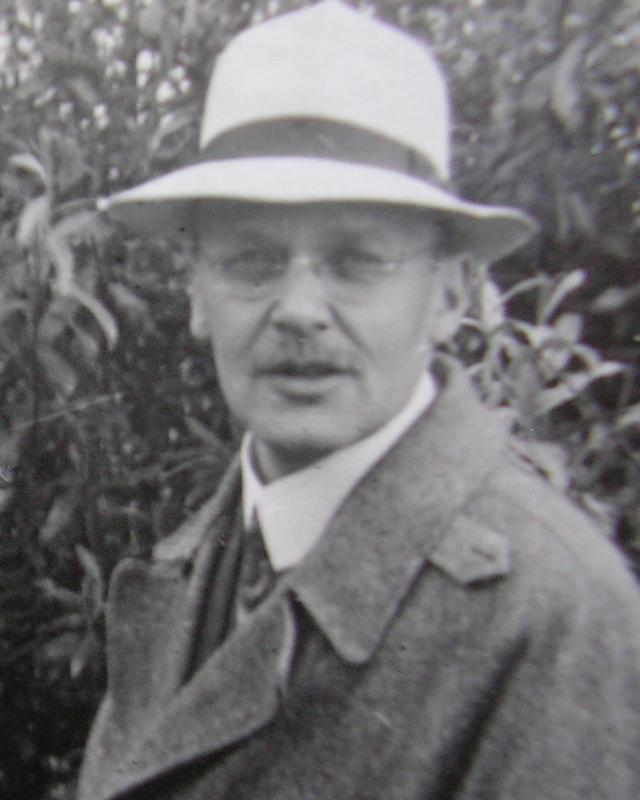
Hans Geiger (1882–1945)

- Geiger, Hans (1899–1972), österreichischer Schachfunktionär
- Geiger, Hans (1905–1991), deutscher Fußballspieler
- Geiger, Hans (1912–1986), deutscher Gewerkschafter und Politiker (SPD), MdL, MdB
- Geiger, Hans (* 1943), Schweizer Bankmanager und Wirtschaftswissenschaftler
- Geiger, Hans-Joachim (1913–1962), deutscher SS-Hauptsturmführer und KZ-Arzt
- Geiger, Hansjörg (* 1942), deutscher Jurist, Verfassungsschutz- und BND-Präsident
- Geiger, Hartwig H. (* 1939), deutscher Agrarwissenschaftler und emeritierter Hochschullehrer
- Geiger, Helmut (1928–2020), deutscher Präsident des Deutschen Sparkassen- und Giroverbands und Politiker (CSU), MdB
- Geiger, Helmut (1934–2006), deutscher Fußballspieler
- Geiger, Hermann (1827–1902), deutscher Geistlicher, römisch-katholischer Theologe und Autor
- Geiger, Hermann (1904–1989), deutscher Maler und Grafiker
- Geiger, Hermann (1914–1966), Schweizer Rettungsflieger und Pionier des GletscherflugsHermann Geiger (1914–1966)

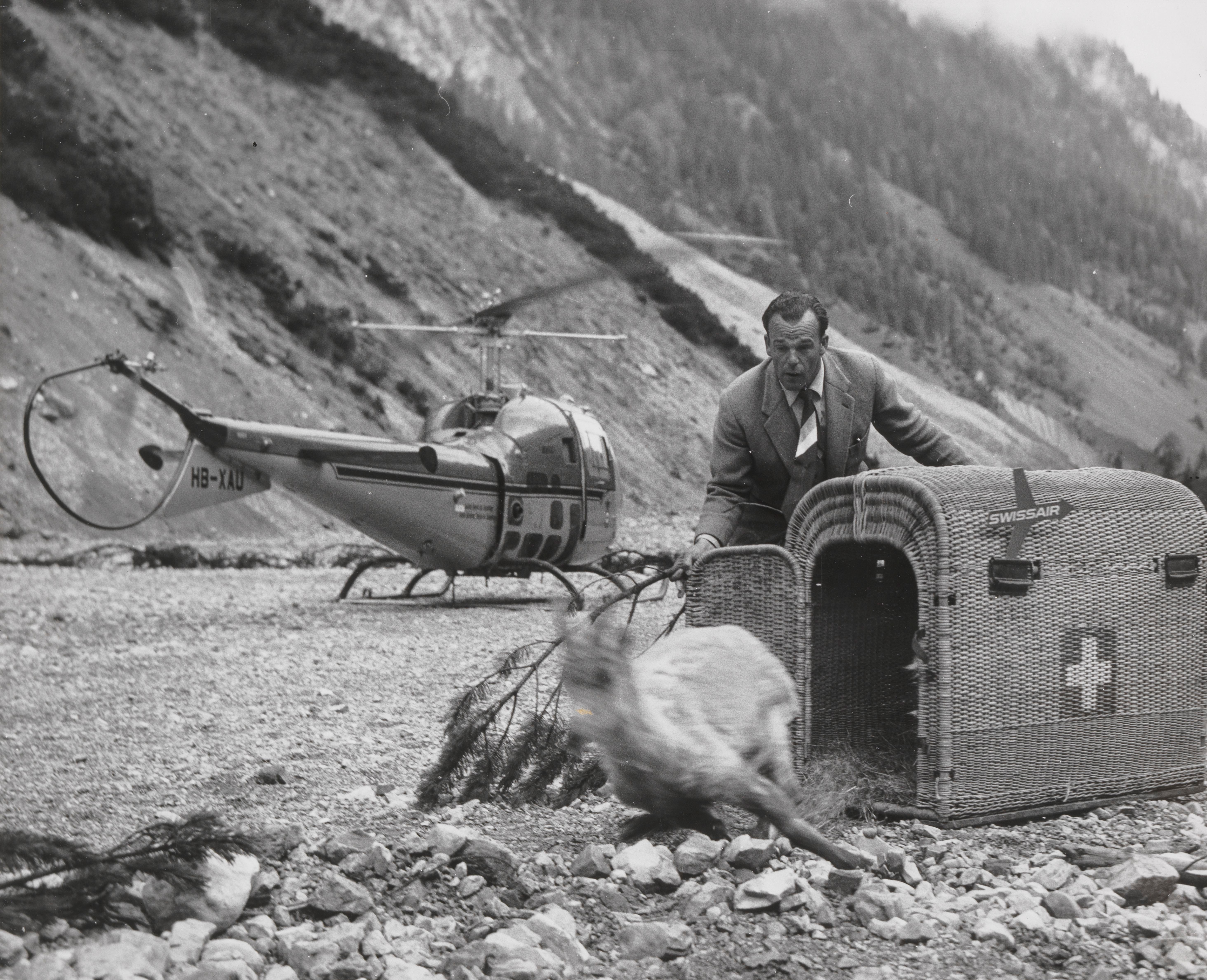
Hermann Geiger (1914–1966)

- Geiger, Hermann (* 1946), deutscher Politiker (SPD), MdL
- Geiger, Hugo (1901–1984), deutscher Politiker (CSU), MdL, MdB, MdEP
- Geiger, Ida (1898–1959), Schneidergattin
- Geiger, Jakob (1854–1925), deutscher Politiker
- Geiger, Jeff (1957–2021), kanadisch-österreichischer Eishockeyspieler
- Geiger, Jochen (* 1959), deutscher Basketballspieler und -schiedsrichter
- Geiger, Johann (1836–1898), deutscher Politiker (Liberale), Bierbrauer und Gastwirt
- Geiger, Johann Burkhard (1743–1809), deutscher Rechtswissenschaftler und Hochschullehrer
- Geiger, Johann Friedrich (1779–1825), württembergischer Verwaltungsbeamter und Oberamtmann
- Geiger, John (1873–1956), US-amerikanischer Ruderer
- Geiger, Josef (1833–1912), deutscher Jurist und Politiker (Zentrum), MdR
- Geiger, Josef (1852–1929), deutscher Gutsbesitzer und Politiker (Zentrum), MdR
- Geiger, Josef (1883–1947), deutscher Politiker (CSU), Mitglied der Verfassunggebenden Landesversammlung in Bayern und Landrat
- Geiger, Joseph (1810–1861), österreichischer Pianist, Klavierlehrer und Komponist
- Geiger, Jüfan (* 1981), deutscher Basketballspieler
- Geiger, Jürgen (* 1959), deutscher Geräteturner
- Geiger, Karl (1855–1924), deutscher Theologe und Bibliothekar
- Geiger, Karl (* 1959), deutscher Unternehmer; TV-Doku-Darsteller
- Geiger, Karl (* 1993), deutscher SkispringerKarl Geiger (* 1993)

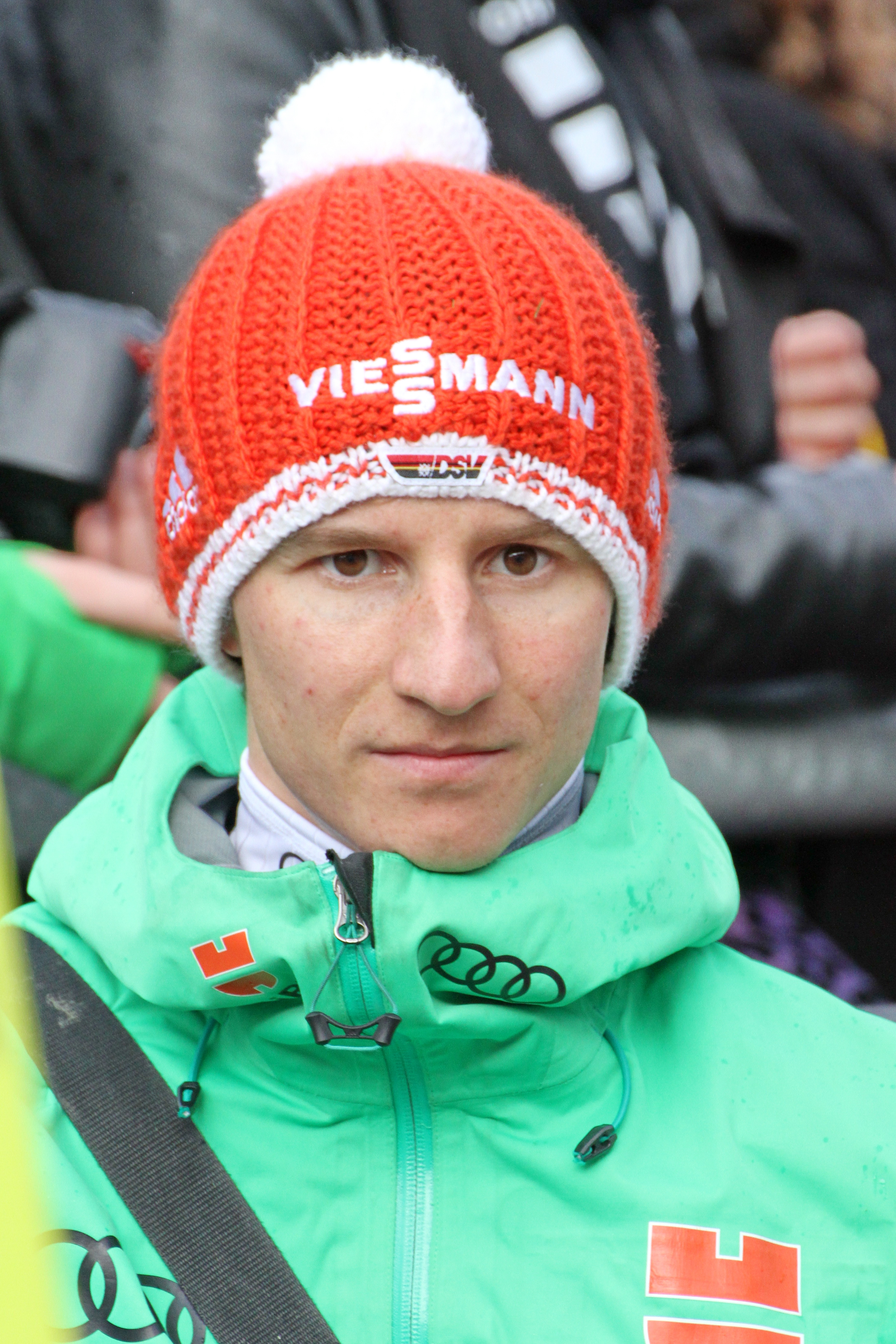
Karl Geiger (* 1993)

- Geiger, Karl August (1863–1937), deutscher katholischer Kirchenrechtler und Hochschullehrer in Dillingen
- Geiger, Karsten, deutscher American-Football-Spieler
- Geiger, Klaus (1921–2013), deutsch-kanadischer Atomphysiker
- Geiger, Klaus (* 1976), deutscher Journalist
- Geiger, Klaus F. (* 1940), deutscher Sozialwissenschaftler
- Geiger, Klaus-Michael (* 1962), deutscher Bankmanager
- Geiger, Kurt (1914–2009), deutscher Politiker (CDU), MdL und Landrat des Landkreises Tuttlingen
- Geiger, Kurt (1920–1993), deutscher Militärmediziner und Generalmajor (NVA)
- Geiger, Lazarus (1829–1870), deutscher Sprachforscher und Philosoph
- Geiger, Leo (1900–1958), österreichischer Werkzeugmacher und Politiker (SPÖ), Abgeordneter zum Nationalrat, Mitglied des Bundesrates
- Geiger, Louis-Bertrand (1906–1983), französischer Dominikaner und Philosoph
- Geiger, Ludwig (1848–1919), deutscher Literatur- und Kulturhistoriker
- Geiger, Ludwig Carl (1882–1966), Schweizer Seismologe
- Geiger, Margarethe (1783–1809), deutsche Malerin, Zeichnerin und Grafikerin
- Geiger, Mark (* 1974), US-amerikanischer Fußballschiedsrichter
- Geiger, Martin († 1669), österreichischer katholischer Geistlicher und Weihbischof in Passau
- Geiger, Martin Josef (* 1973), deutscher Wirtschaftswissenschaftler
- Geiger, Mathias (* 1957), deutscher Politiker (FDP)
- Geiger, Max (1875–1942), Präsident des Bayerischen Verwaltungsgerichtshofs
- Geiger, Max (1922–1978), Schweizer evangelischer Geistlicher und Hochschullehrer
- Geiger, Maximilian (1896–1974), deutscher Bankmanager
- Geiger, Michael (* 1960), deutscher Fußballspieler
- Geiger, Michael (* 1965), deutscher Tischtennisschiedsrichter und DTTB-Präsident
- Geiger, Michaela (1943–1998), deutsche Politikerin (CSU), MdB
- Geiger, Moritz (1880–1937), deutscher Phänomenologe
- Geiger, Nikolaus (1849–1897), deutscher Maler und Bildhauer
- Geiger, Norbert (* 1962), deutscher Rechtswissenschaftler und Ökonom
- Geiger, Patrick (* 1989), deutscher Eishockeyspieler
- Geiger, Peter (1942–2025), liechtensteinischer Historiker
- Geiger, Peter Johann Nepomuk (1805–1880), österreichischer Maler und ZeichnerPeter Johann Nepomuk Geiger (1805–1880)

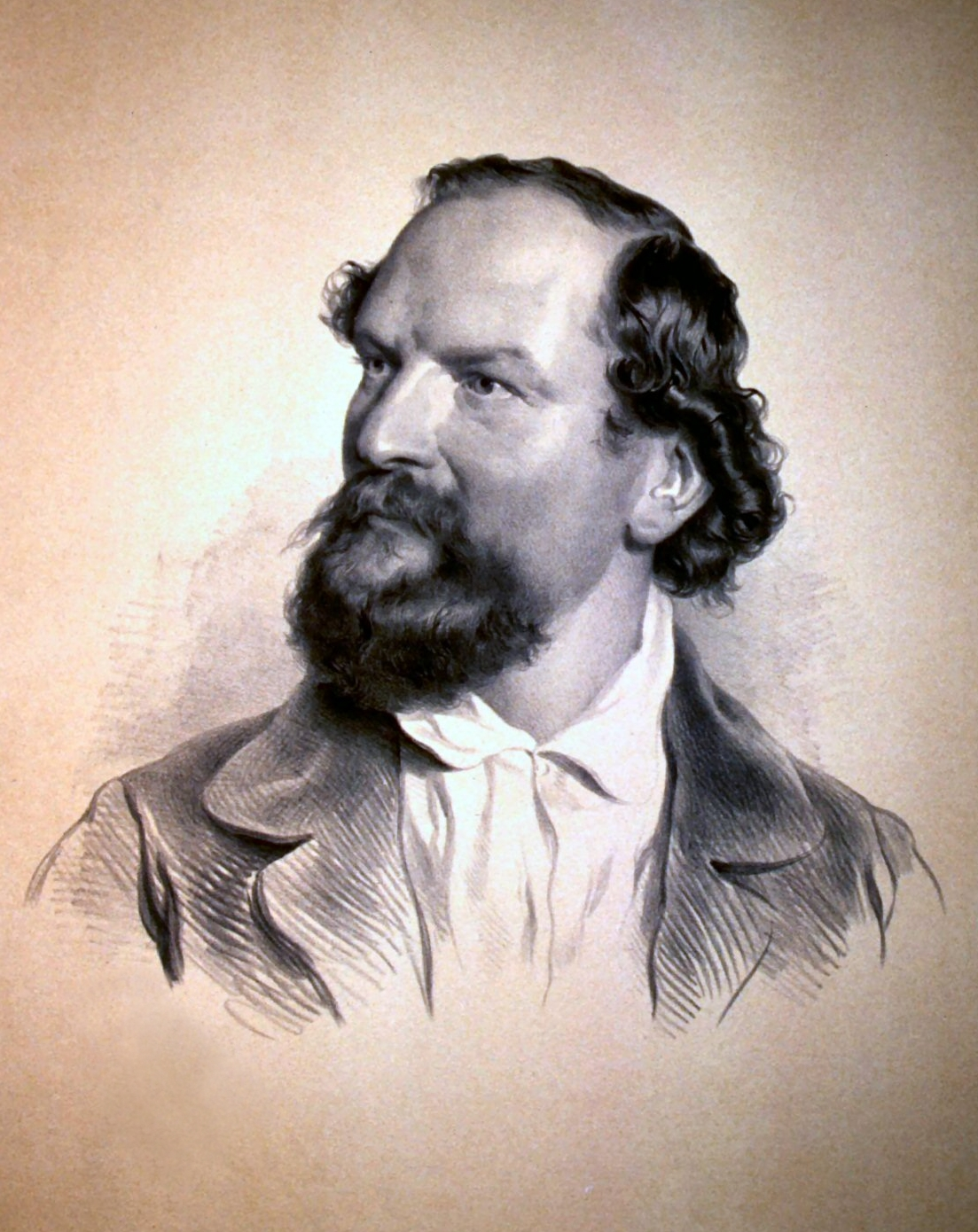
Peter Johann Nepomuk Geiger (1805–1880)

- Geiger, Philipp Lorenz (1785–1836), deutscher Chemiker und Pharmazeut
- Geiger, Pola (* 2004), polnisch-deutsche Schauspielerin
- Geiger, Reinold (* 1947), österreichischer Unternehmer
- Geiger, Richard (1870–1945), österreichischer Maler
- Geiger, Roland (* 1941), deutscher Siebdrucker, Kunstverleger und Galerist
- Geiger, Rolf (1923–1988), deutscher Chemiker
- Geiger, Rolf (1934–2023), deutscher Fußballspieler
- Geiger, Roy (1885–1947), US-amerikanischer Militär, General des United States Marine CorpsRoy Geiger (1885–1947)

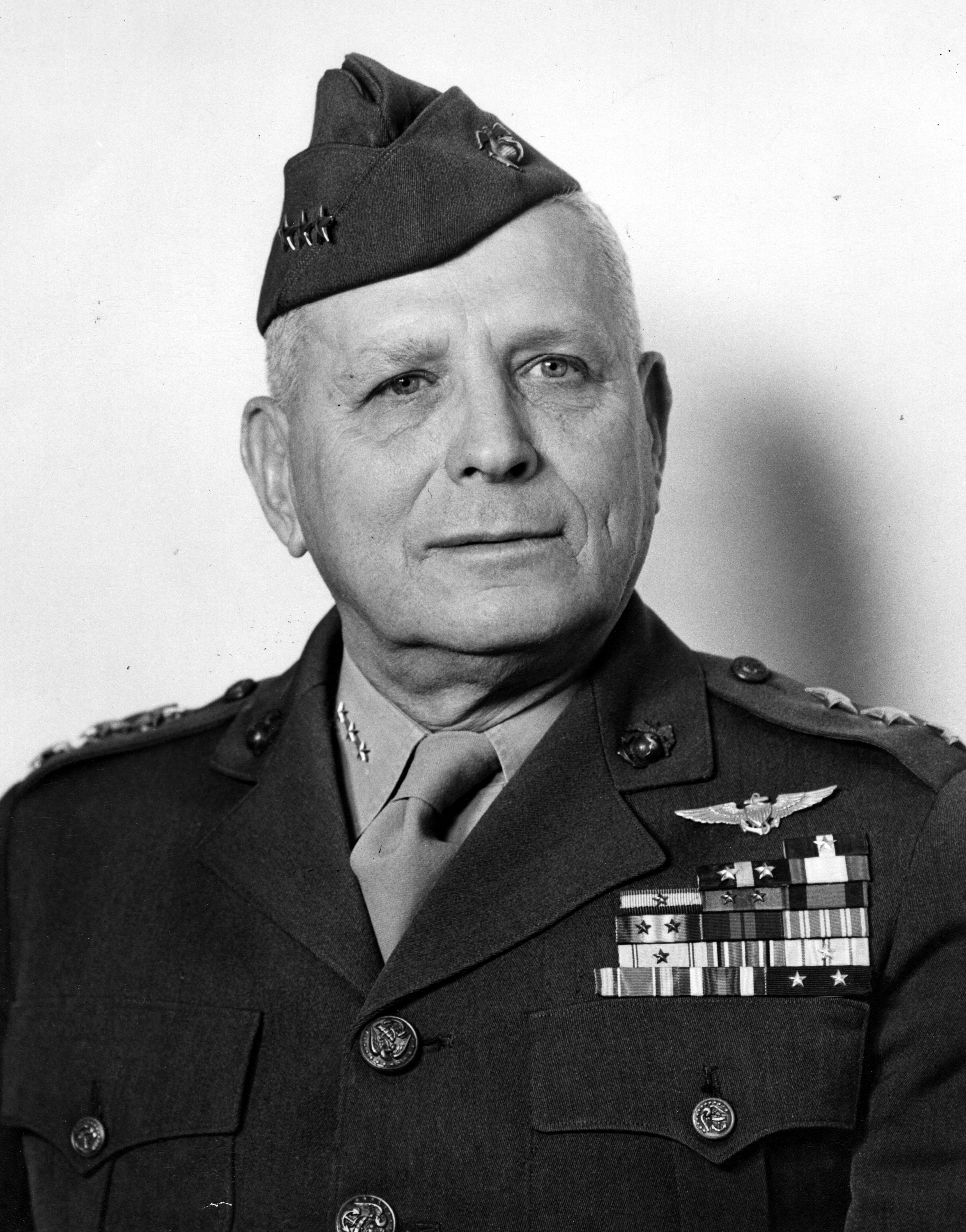
Roy Geiger (1885–1947)

- Geiger, Rudolf (1894–1981), deutscher Meteorologe
- Geiger, Rudolf (* 1937), deutscher Rechtswissenschaftler
- Geiger, Rupprecht (1908–2009), deutscher Architekt, Maler und Bildhauer
- Geiger, Simon (* 2002), schweizerisch-italienischer Fussballspieler
- Geiger, Sissy (* 1938), deutsche Politikerin (CDU), MdB
- Geiger, Stephan (* 1968), deutscher Kunsthistoriker, Kurator, Galerist und Autor
- Geiger, Susanne (* 1964), deutsche Schriftstellerin
- Geiger, Theodor (1891–1952), deutsch-dänischer Soziologe
- Geiger, Thomas (* 1960), deutscher Lektor, Zeitschriftenherausgeber und Literaturvermittler
- Geiger, Thomas (* 1983), deutscher Künstler
- Geiger, Toni Ming (* 1990), deutscher Pianist
- Geiger, Ulla (1951–2024), deutsche Schauspielerin und Kabarettistin
- Geiger, Ulrich (1500–1558), deutscher Arzt und Diplomat
- Geiger, Vinzenz (* 1997), deutscher Nordischer KombiniererVinzenz Geiger (* 1997)

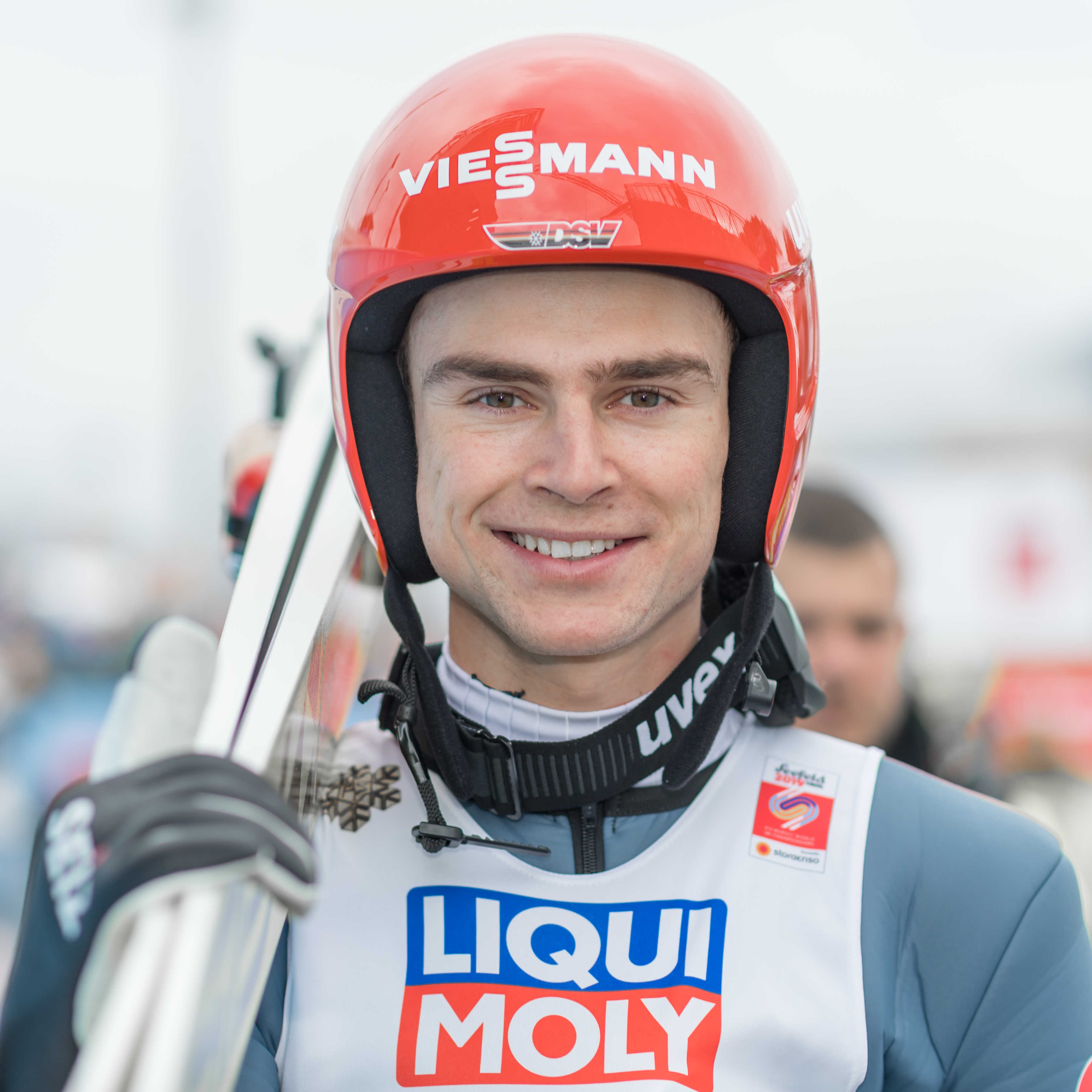
Vinzenz Geiger (* 1997)

- Geiger, Wacław (1907–1988), polnischer Komponist, Dirigent und Musikpädagoge
- Geiger, Walter (1901–1995), deutscher Politiker (FDP), MdL
- Geiger, Wilfried (* 1952), deutscher Kommunalpolitiker (parteilos) und ehemaliger Bürgermeister (Stadt Buchholz in der Nordheide)
- Geiger, Wilhelm (1856–1943), deutscher Indologe und Iranist
- Geiger, Wilhelm (1869–1940), deutscher Politiker und Oberbürgermeister der Stadt Feuerbach
- Geiger, Willi (1878–1971), deutscher Maler, Graphiker und Exlibriskünstler
- Geiger, Willi (1909–1994), deutscher Jurist, Richter des Bundesverfassungsgerichts und am Bundesgerichtshof
- Geiger, Willi (1924–1999), Schweizer Jurist und Politiker
- Geiger, Wolfgang (1875–1961), Regisseur, Kameramann und Drehbuchautor beim deutschen Stummfilm
- Geiger-Hof, Anni (1897–1995), deutsche Kinderbuchschriftstellerin
- Geiger-Nietsch, Gisela (1927–2013), deutsche Juristin und Richterin am Bundessozialgericht
- Geiger-Spiegel, Henny (1856–1915), deutsche Bildhauerin
- Geiger-Thuring, August (1861–1896), deutscher Landschaftsmaler
- Geiger-Torel, Herman (1907–1976), deutsch-kanadischer Opernregisseur und Musikpädagoge
- Geiger-von Blanckenburg, Paula (1875–1956), deutsche Malerin und Grafikerin
- Geiger-Weishaupt, Fanny Edle von (1862–1931), deutsche Landschaftsmalerin
- Geiger-Woerner, Clara (1902–1996), Schweizer Handweberin und Textilgestalterin
- Geigerfränzje (1893–1962), deutscher Musiker und Alleinunterhalter
- Geiges, Adrian (* 1960), deutscher Schriftsteller und JournalistAdrian Geiges (* 1960)

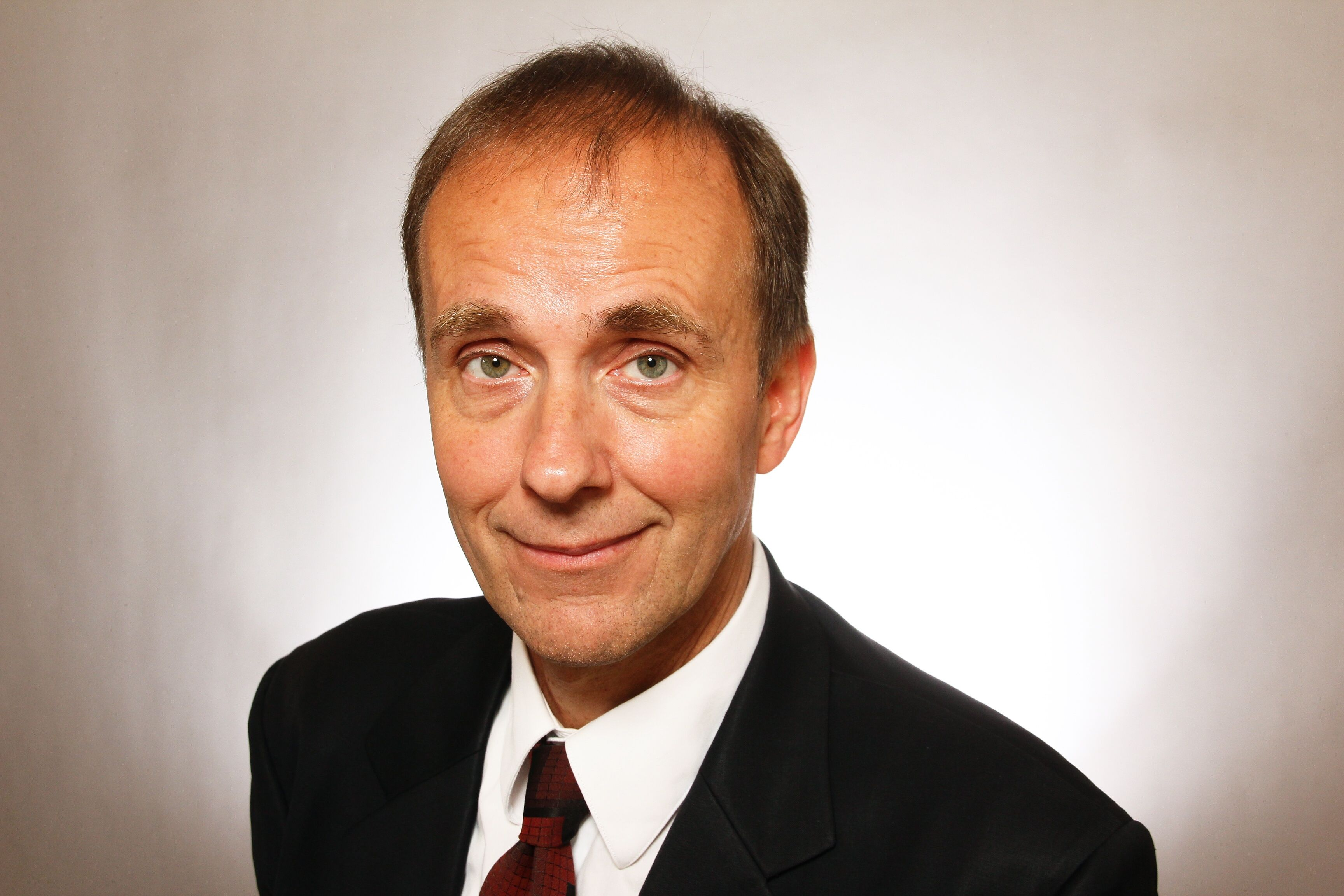
Adrian Geiges (* 1960)

- Geiges, Fritz (1853–1935), deutscher Künstler und Freiburger Lokalhistoriker
- Geiges, Hans (1904–1988), deutscher Architekt und Stadtplaner
- Geiges, Hansjörg (* 1966), deutsch-schweizerischer Mathematiker
- Geiges, Karl (1909–1988), deutscher Widerstandskämpfer gegen den Nationalsozialismus
- Geiges, Lars (* 1981), deutscher Politologe und Journalist
- Geiges, Leif (1915–1990), deutscher Fotograf und Reporter
- Geiges, Oskar (1849–1923), deutscher Architekt und Bauunternehmer
- Geiges, Sigmund (1810–1898), deutscher Architekt und Stadtbaumeister
- Geigges, Werner (* 1953), deutscher Arzt
- Geigy, Carl (1860–1943), Schweizer Maschineningenieur und Wohltäter
- Geigy, Rudolf (1902–1995), Schweizer Zoologe
- Geigy-Hagenbach, Karl (1866–1949), Schweizer Industrieller und Autographensammler
- Geigy-Merian, Johann Rudolf (1830–1917), Schweizer Farbwaren- und Drogenfabrikant

### Geih
- Geihs, Kurt (* 1955), deutscher Informatiker und Universitätsprofessor für Informatik

### Geij
- Geijar-Geiger, Erik (1888–1945), deutscher Regisseur und Stummfilmschauspieler sowie NS-Theaterfunktionär
- Geijer, Erik Gustaf (1783–1847), schwedischer Schriftsteller der RomantikErik Gustaf Geijer (1783–1847)

Erik Gustaf Geijer (1783–1847)

- Geijer, Per (1886–1976), schwedischer Mineraloge und Geologe
- Geijer, Per Adolf (1841–1919), schwedischer Romanist
- Geijerstam, Gustaf af (1858–1909), schwedischer Schriftsteller
- Geijo, Alexandre (* 1982), spanisch-schweizerischer Fußballspieler
- Geijssen, Carolina (* 1947), niederländische Eisschnellläuferin

### Geik
- Geike, Roman (* 1977), deutscher Sänger und RapperRoman Geike (* 1977)

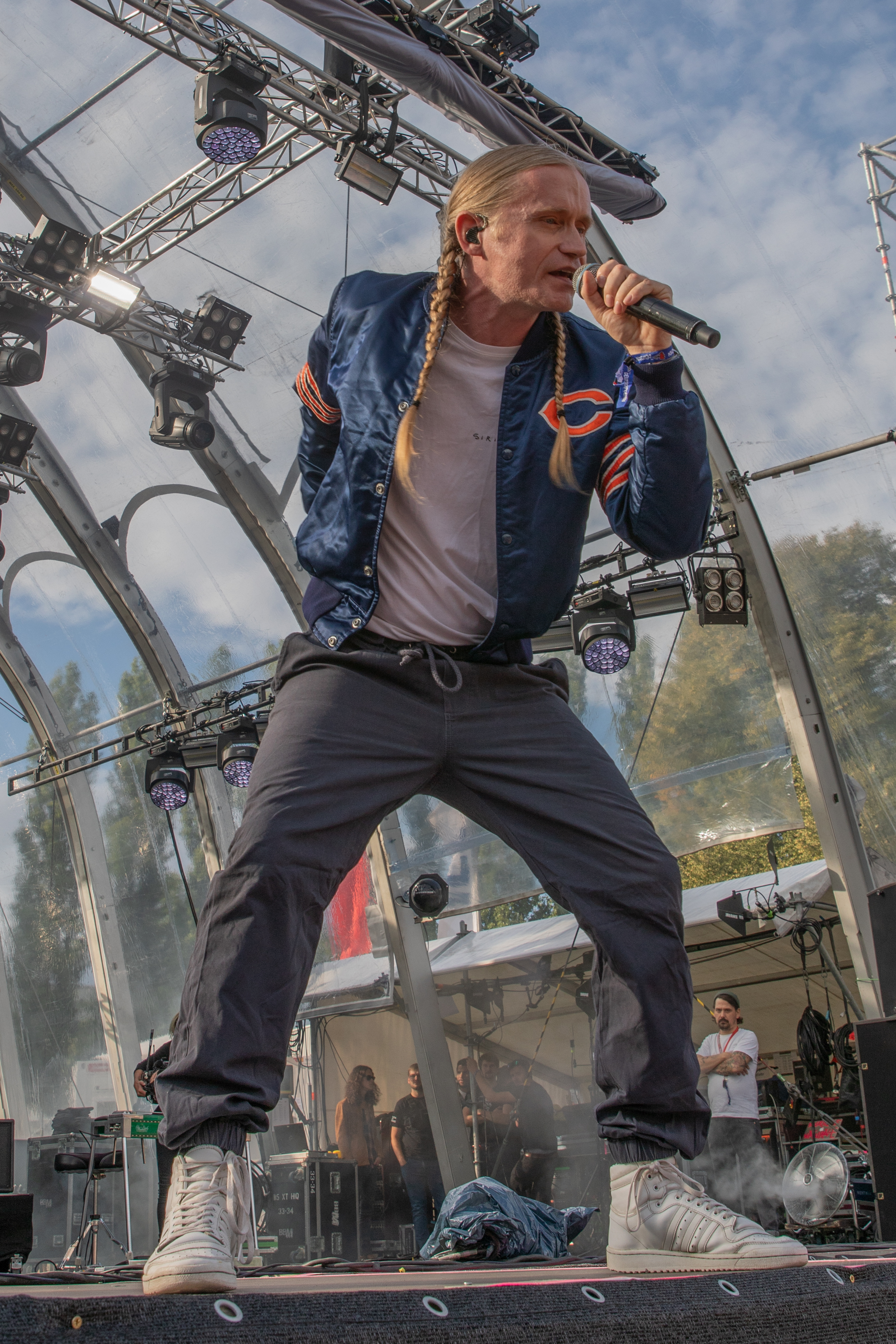
Roman Geike (* 1977)

- Geike, Willi (* 1950), deutscher Filmproduzent
- Geikie, Archibald (1835–1924), britischer Geologe
- Geikie, James (1839–1915), britischer Geologe
- Geikler, Jutta (* 1948), deutsche Politikerin (PDS), MdL

### Geil
- Geil, Djóni í (1849–1912), färöischer Politiker
- Geil, Franz Josef (1907–1948), deutscher Politiker (CDU), MdL
- Geil, Hermann (1858–1935), Mitglied des Preußischen Abgeordnetenhauses und Mitglied des Provinziallandtages der Provinz Hessen-Nassau
- Geil, Horst (1919–2006), deutscher Gebrauchsgrafiker
- Geil, Joachim (* 1970), deutscher Schriftsteller und Lektor
- Geil, Rudi (1937–2006), deutscher Politiker (CDU), MdL, Landesminister von Rheinland-Pfalz und Mecklenburg-Vorpommern
- Geil, Rudolf (1899–1962), deutscher Architekt und Hochschullehrer
- Geilen, Christoph (* 1960), deutscher Humanmediziner und Biochemiker
- Geilen, Gerd (1931–2015), deutscher Rechtswissenschaftler und Hochschullehrer
- Geilen, Hannelore, deutsche Fußballtorhüterin
- Geilen, Stefan (* 1962), deutscher Offizier, Brigadegeneral der Bundeswehr
- Geilenberg, Edmund (1902–1964), deutscher Industrieller, Vertreter der deutschen Rüstungsindustrie im Dritten Reich
- Geilenkirchen, Karl Theodor (1877–1954), deutscher Eisenhüttenmann
- Geilenkirchen, Ralf (* 1966), deutscher Fußballspieler
- Geiler von Kaysersberg, Johann (1445–1510), deutscher Prediger und TheologeJohann Geiler von Kaysersberg (1445–1510)

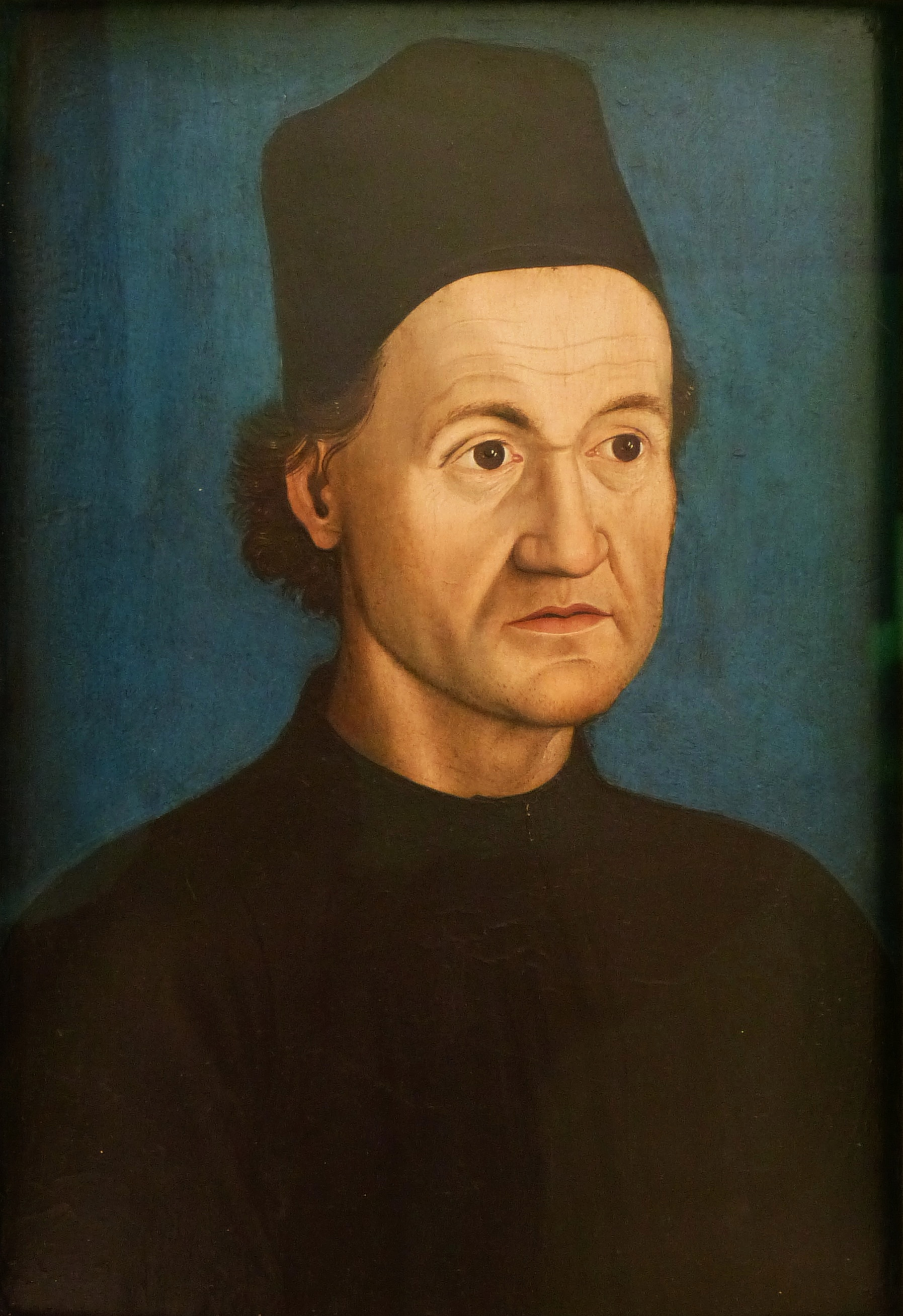
Johann Geiler von Kaysersberg (1445–1510)

- Geiler, Baptiste (* 1987), französischer Volleyballspieler
- Geiler, Bernarda (1879–1947), Äbtissin von Lichtenthal
- Geiler, Eva (* 1977), deutsche Schauspielerin und Kulturmanagerin
- Geiler, Franz (1879–1948), deutscher Gewerkschafter und Politiker (SPD)
- Geiler, Gottfried (1927–2018), deutscher Pathologe
- Geiler, Hans, Schweizer Bildhauer
- Geiler, Karl (1878–1953), deutscher Rechtswissenschaftler, Ministerpräsident in Hessen, Rektor in Heidelberg
- Geiler, Nikolaus (* 1952), deutscher Biologe, Chemiker, Limnologie sowie Hydrologe
- Geiler, Voli (1915–1992), Schweizer Theater- und Filmschauspielerin
- Geiler, Wilhelm (1819–1895), Auktionator und niederdeutscher Heimatdichter
- Geilfus, Georg (1815–1891), deutsch-schweizerischer Revolutionär und Lehrer
- Geilfus, Heinz (1890–1956), deutscher Werbegrafiker, Cartoonist und Jagdmaler
- Geilfuß-Wolfgang, Jochen (* 1963), deutscher Germanist
- Geilhardt, Oliver (* 1978), deutscher Schauspieler, Regisseur, Sprecher und Autor
- Geilich, Dietmar (* 1954), deutscher Boxer
- Geilich, Ludovic (* 1987), britisch-deutscher Pokerspieler
- Geiling, Carl (1874–1924), deutscher Bildhauer
- Geiling, Heiko (* 1952), deutscher Politologe, Autor und Herausgeber
- Geiling, Johann Georg (1657–1729), Bürgermeister von Heilbronn
- Geiling, Toni (* 1975), deutscher Komponist, Liedermacher und Musiker
- Geiling, Ute (* 1952), deutsche Erziehungswissenschaftlerin
- Geilinger, Dorothea († 1571), Äbtissin von Magdenau
- Geilinger, Max (1884–1948), Schweizer Jurist und Schriftsteller
- Geilinger, Rudolf (1848–1911), Schweizer Violinist und Politiker
- Geilke, Georg (1920–1985), deutscher Jurist
- Geilman, Iossif Florianowitsch (1923–2010), russischer Experte für Gebärdensprache, Gebärdensprachdolmetscher und Autor
- Geilmann, Ulrich (* 1963), deutscher Stadtplaner
- Geilmann, Wilhelm (1891–1967), deutscher Chemiker und Hochschullehrer
- Geils, J. (1946–2017), US-amerikanischer Musiker
- Geils, Karl-Heinz (* 1955), deutscher Fußballspieler
- Geilsdorf, Monika (* 1949), deutsche Malerin der Leipziger Schule
- Geilsdorf, Paul (1890–1976), deutscher Kirchenmusiker
- Geilsdörfer, Reinhold R. (* 1950), deutscher Ingenieur

### Geim
- Geim, Andre (* 1958), russisch-niederländisch-britischer PhysikerAndre Geim (* 1958)

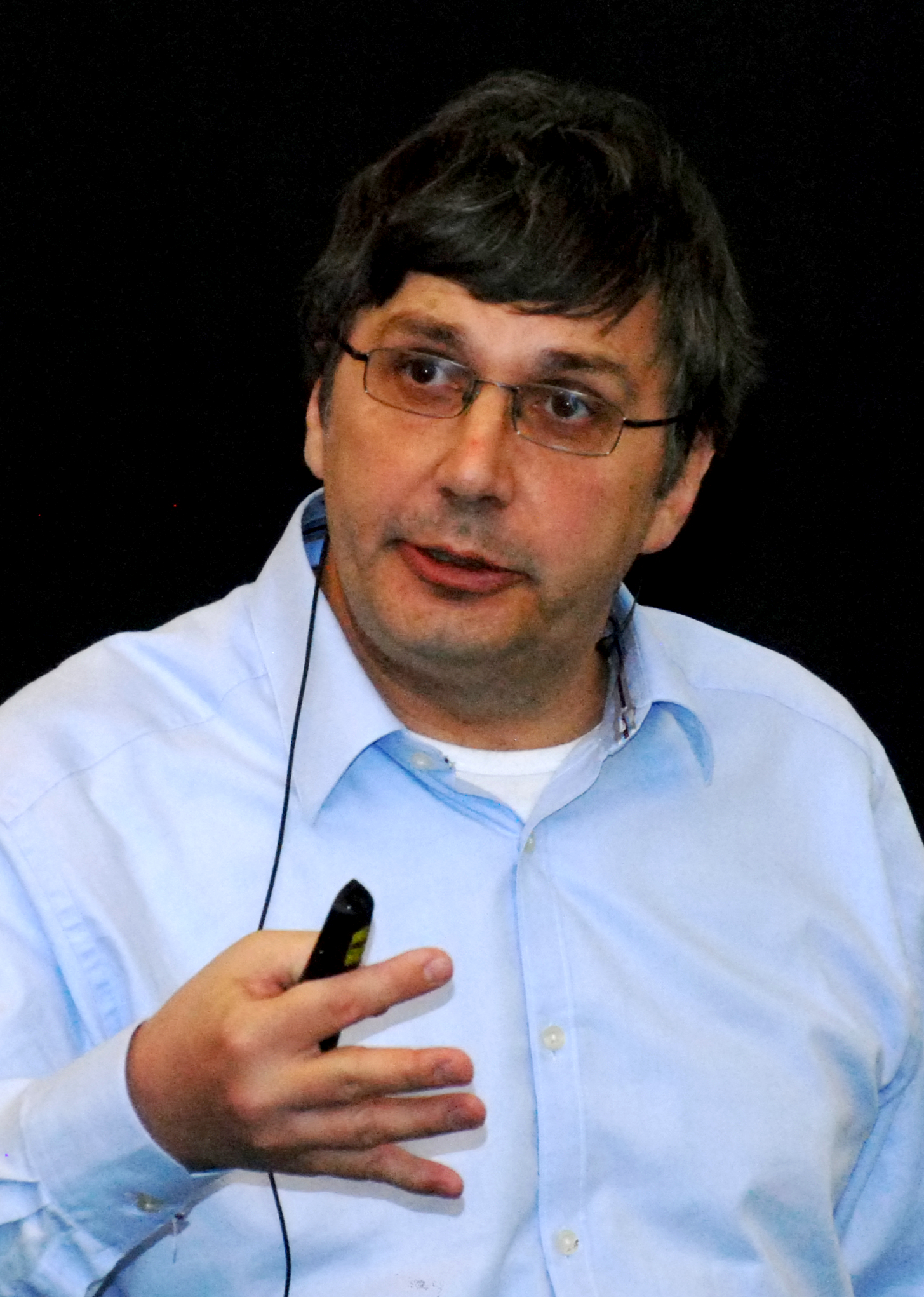
Andre Geim (* 1958)

- Geimer, Achim (* 1967), deutscher Fernsehmoderator
- Geimer, Karl August (* 1943), deutscher Lehrer und Politiker (CDU), Bürgermeister und MdL Rheinland-Pfalz
- Geimer, Peter (* 1965), deutscher Kunsthistoriker
- Geimer, Samantha (* 1963), US-amerikanische Autorin, Schriftstellerin und Schauspielerin

### Gein
- Gein, Ed (1906–1984), US-amerikanischer Mörder
- Gein, Gidget (1969–2008), US-amerikanischer Musiker und Künstler
- Geinert, Rolf (* 1955), deutscher Politiker (SPD)
- Geingob, Hage (1941–2024), namibischer Politiker und StaatspräsidentHage Geingob (1941–2024)

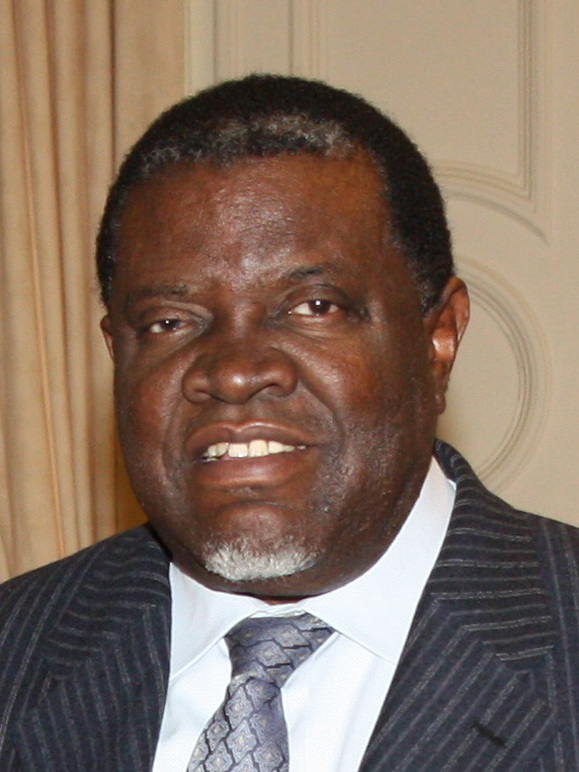
Hage Geingob (1941–2024)

- Geingob, Nelson (* 1982), namibischer Fußballspieler
- Geingos, Monica (* 1977), namibische Unternehmerin
- Geinitz, Eugen (1854–1925), deutscher Geologe und Mineraloge
- Geinitz, Hanns Bruno (1814–1900), deutscher Geologe, Mineraloge und Paläontologe
- Geinitz, Katharina (1946–2012), deutsche Tonfrau, Filmeditorin und Dokumentarfilmerin
- Geinoz, Olivier (1833–1895), Schweizer Politiker
- Geinsperger, Simon (1830–1915), österreichischer Gutsbesitzer und Politiker
- Geinz, Diana (* 1999), kasachische Siebenkämpferin
- Geinzer, Kurt (* 1948), deutscher Fußballspieler und Fußballtrainer

### Geip
- Geipel, Andreas (* 1979), deutscher Eishockeyspieler
- Geipel, Andreas J. (* 1966), deutscher Jurist
- Geipel, Baldur (* 1933), deutscher Bildhauer
- Geipel, Finn (* 1958), deutscher Architekt und Urbanist
- Geipel, Gustav Adolf (1900–1945), sudetendeutscher Ingenieur, Kaufmann und Kommunalpolitiker
- Geipel, Horst (1923–1997), deutscher Politiker (CDU), MdL
- Geipel, Ines (* 1960), deutsche Schriftstellerin, Publizistin und Hochschullehrerin, ehemalige LeichtathletinInes Geipel (* 1960)

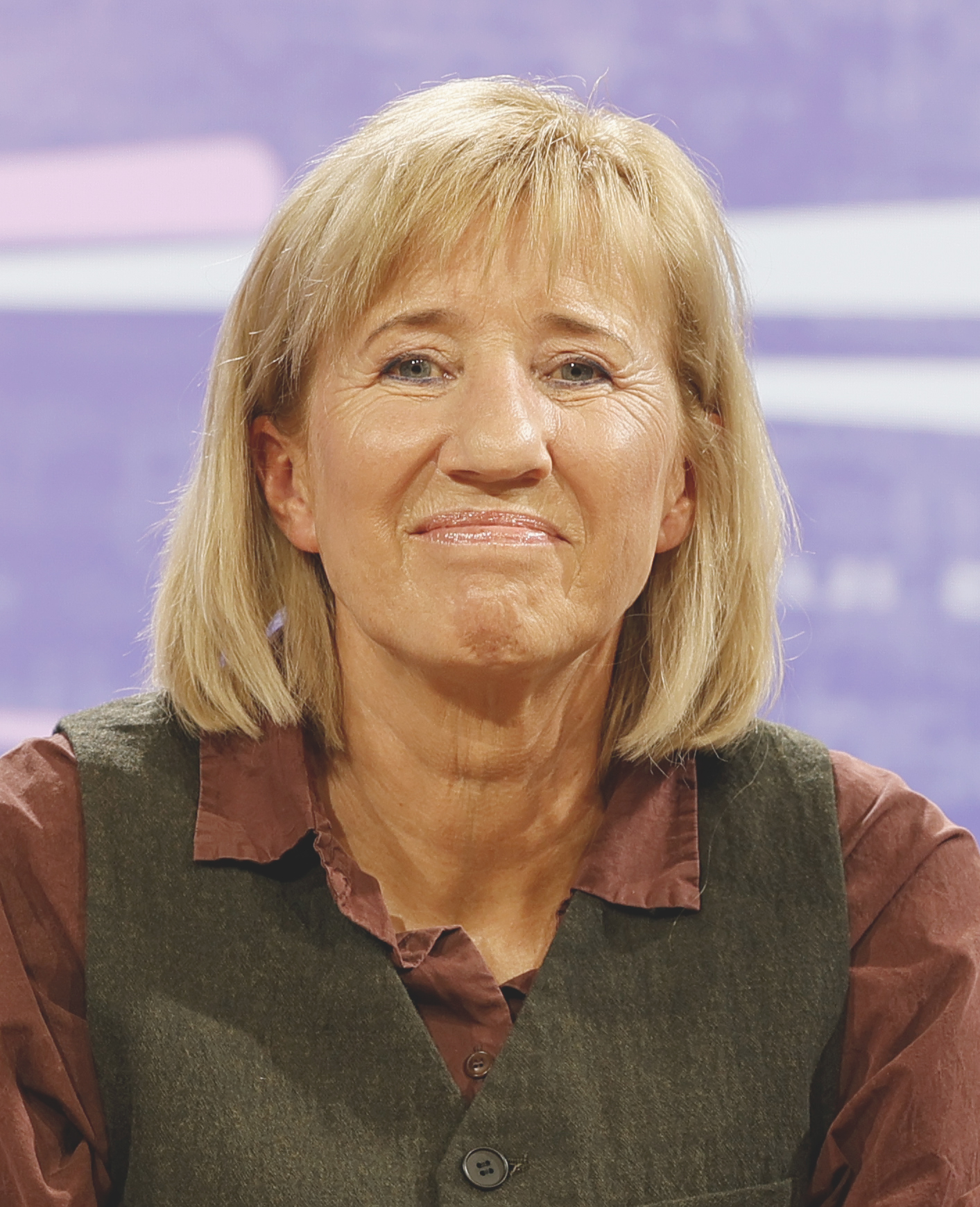
Ines Geipel (* 1960)

- Geipel, Kurt (1902–1944), deutscher Aquarellmaler, Zeichner und Grafiker
- Geipel, Lars (* 1975), deutscher Handballschiedsrichter
- Geipel, Norbert (1928–2008), deutscher Politiker (SED), Kandidat des ZK der SED
- Geipel, Paul (* 1897), deutscher Kommunalpolitiker
- Geipel, Paul Rudolf (1869–1956), deutscher Pathologe und mit Ludwig Aschoff der Erstbeschreiber des Aschoff-Knotens
- Geipel, Robert (1929–2017), deutscher Geograph, Begründer der Bildungsgeographie
- Geipel, Roland (* 1939), deutscher evangelischer Geistlicher
- Geipl, Andreas (* 1992), deutscher Fußballspieler

### Geir
- Geir Haarde (* 1951), isländischer Politiker, Ministerpräsident und Botschafter
- Geir Hallgrímsson (1925–1990), isländischer Politiker (Unabhängigkeitspartei), Premierminister
- Geir Sveinsson (* 1964), isländischer Handballspieler und -trainer
- Geir Vídalín (1761–1823), isländischer Geistlicher, Bischof von Skálholt
- Geiringer, Alfred (1911–1996), österreichisch-britischer Journalist
- Geiringer, Elfriede (1905–1998), österreichische, jüdische Überlebende des HolocaustsElfriede Geiringer (1905–1998)

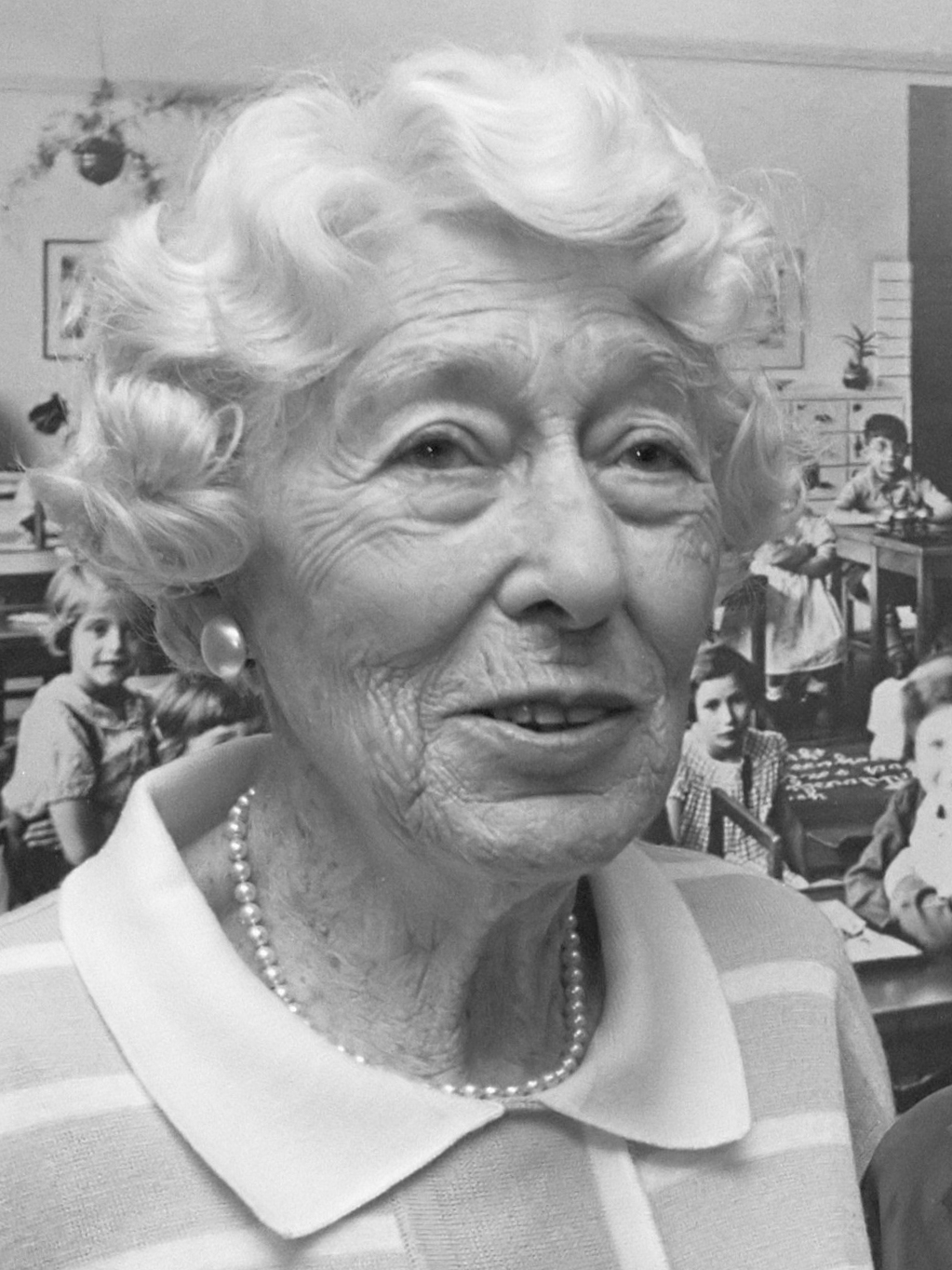
Elfriede Geiringer (1905–1998)

- Geiringer, Eugenio (1844–1904), österreichischer Ingenieur und Architekt
- Geiringer, Hilda (1893–1973), US-amerikanische Mathematikerin
- Geiringer, Karl (1899–1989), US-amerikanischer Musikforscher
- Geirnaert, Jozef (1790–1859), belgischer Genre- und Porträtmaler

### Geis
- Geis, Anna (* 1971), deutsche Politikwissenschaftlerin
- Geis, Christian (1905–1952), deutscher Politiker (SPD), MdBB
- Geis, Georg Ludwig, Amtmann in Ortenberg und Lindheim
- Geis, Gerhard (1929–2015), deutscher Politiker (CDU), MdL
- Geis, Gilbert (1925–2012), US-amerikanischer Soziologe und Kriminologe
- Geis, Günther (* 1948), deutscher katholischer Priester
- Geis, Hermann, deutscher Fußballtorhüter
- Geis, Jacob (1890–1972), deutscher Dramaturg, Regisseur und Drehbuchautor
- Geis, Jakob (1840–1908), bayerischer Volkssänger und Singspieldirektor
- Geis, Johannes (* 1993), deutscher FußballspielerJohannes Geis (* 1993)

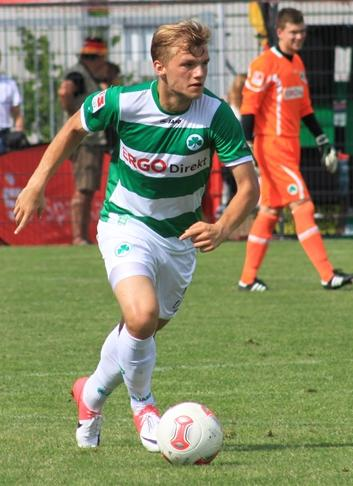
Johannes Geis (* 1993)

- Geis, Josef Nikolaus (1892–1952), deutscher Graphiker
- Geis, Kerstin (* 1964), deutsche Politikerin (SPD), MdL
- Geis, Manfred (* 1949), deutscher Politiker (SPD), MdL
- Geis, Max-Emanuel (* 1960), deutscher Rechtswissenschaftler
- Geis, Norbert (* 1939), deutscher Politiker (CSU), MdL und MdB
- Geis, Oliver (* 1991), deutscher Sportschütze
- Geis, Robert Raphael (1906–1972), deutscher Rabbiner

#### Geisa
- Geisau, Hans von (1889–1972), deutscher Altphilologe und Gymnasiallehrer

#### Geisb
- Geisberg, Heinrich (1817–1895), deutscher Jurist, Stadtarchivar und Stadthistoriker
- Geisberg, Max (1875–1943), deutscher Kunsthistoriker und Museumsleiter
- Geisberger, Herbert (* 1985), deutscher Eishockeyspieler
- Geisbusch, Gérard (* 1988), luxemburgischer Fußballspieler

#### Geisc
- Geischläger, Robert (1919–2014), österreichischer Jurist und Politiker (ÖVP), Abgeordneter zum Nationalrat

#### Geisd
- Geisdorf, Walter (1893–1956), deutscher Radrennfahrer

#### Geise
- Geise, Fritz (1871–1966), deutscher Politiker (DDP)
- Geise, Gerhard (1930–2010), deutscher Mathematiker
- Geise, Günter (* 1930), deutscher Fußballspieler
- Geise, Reinhard (* 1969), deutscher Fußballspieler
- Geise, Stephanie (* 1979), deutsche Kommunikationswissenschaftlerin
- Geise, Werner († 1658), deutscher Historiker, Philosoph und Hochschullehrer
- Geisel, Alfred (* 1900), deutscher Schneidermeister
- Geisel, Alfred (* 1931), deutscher Politiker (SPD), MdL
- Geisel, Andreas (* 1966), deutscher Politiker (SPD), MdA, SenatorAndreas Geisel (* 1966)

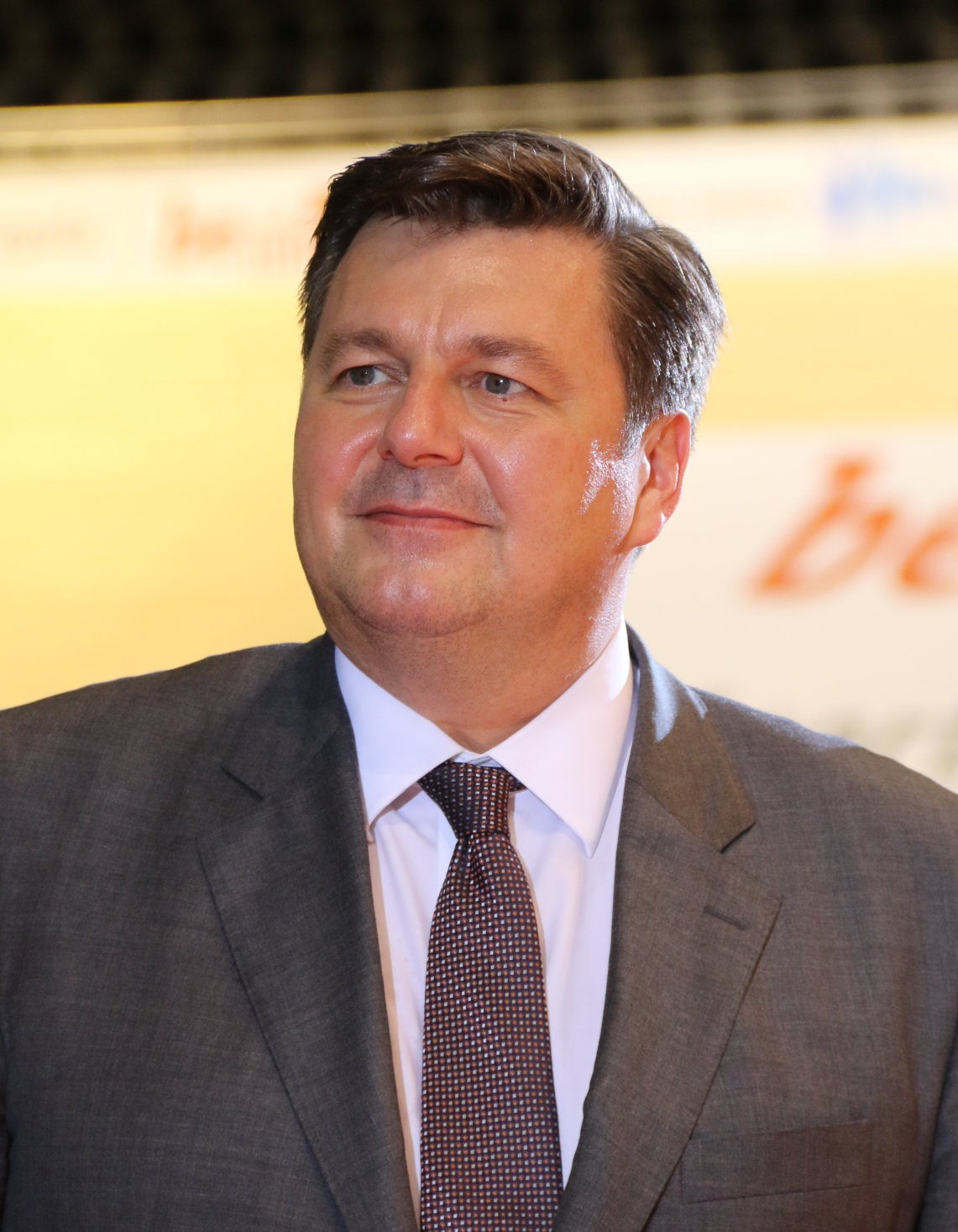
Andreas Geisel (* 1966)

- Geisel, Eike (1945–1997), deutscher Journalist, Buchautor
- Geisel, Ernesto (1908–1996), brasilianischer Präsident während der Militärdiktatur (1974–1979)
- Geisel, Gustav (1923–1985), deutscher Kirchenmusiker und Komponist
- Geisel, Horst (1933–1985), deutscher Journalist und Politiker (CDU)
- Geisel, Orlando (1905–1979), brasilianischer General und Politiker
- Geisel, Otto (* 1960), deutscher Koch, Unternehmensberater und Fachbuchautor
- Geisel, Sieglinde (* 1965), Schweizer Autorin und Literaturkritikerin, Verlagslektorin
- Geisel, Theo (* 1948), deutscher Physiker
- Geisel, Thomas (* 1963), deutscher Politiker (BSW, SPD)Thomas Geisel (* 1963)

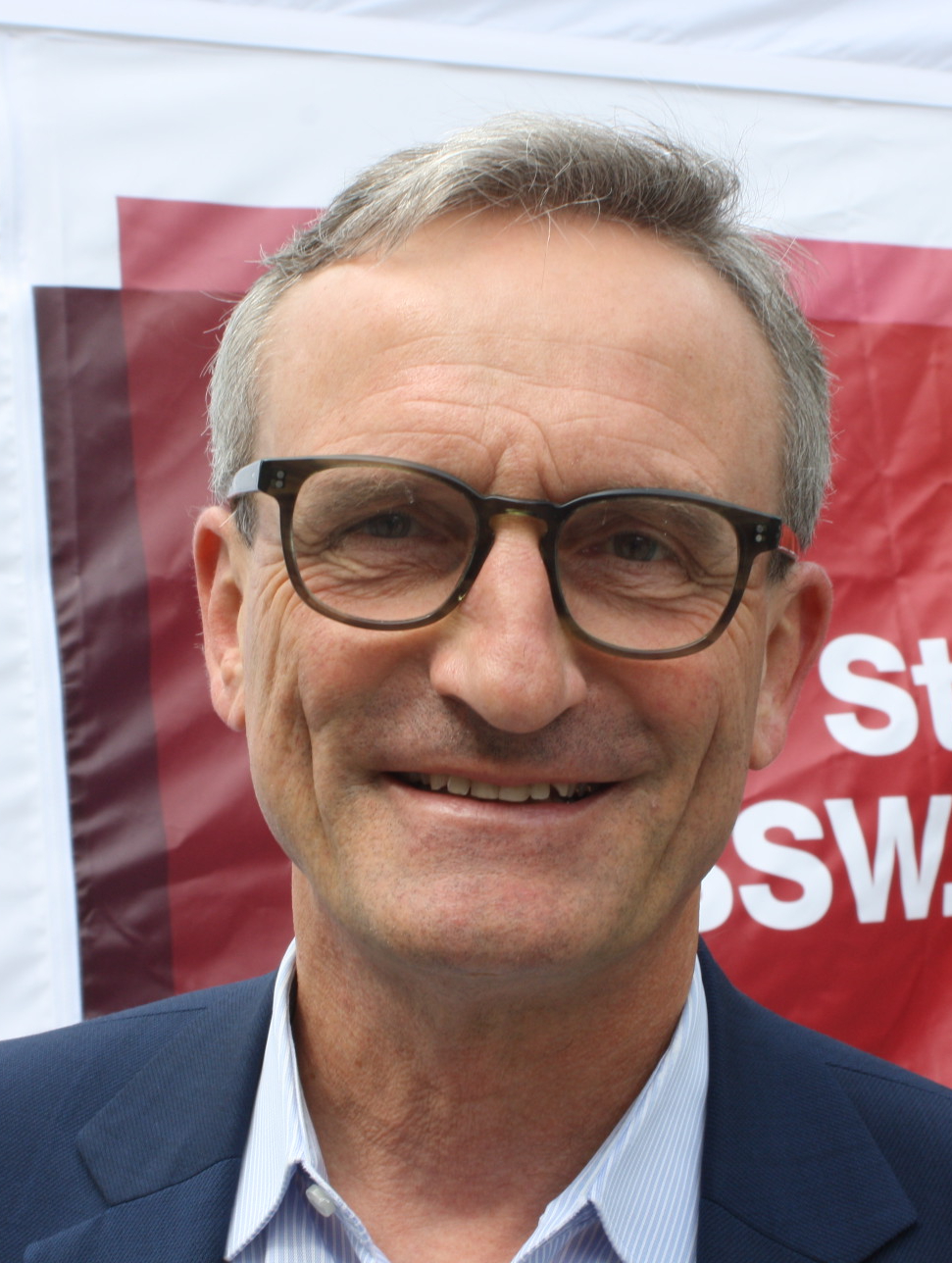
Thomas Geisel (* 1963)

- Geiselberger, Hans (1894–1957), deutscher Druckereibesitzer und Verleger
- Geiselberger, Rudolf (1933–1987), deutscher katholischer Priester
- Geiselbrechtinger, Hans (1922–1985), deutscher Landwirt und Politiker (CSU)
- Geiseler, Eduard Ferdinand (1781–1837), deutscher Apotheker, Arzt und Botaniker
- Geiseler, Gerhard (1915–1999), deutscher Chemiker
- Geiselhart, CHC (* 1949), deutscher Maler, Bildhauer und Drucker
- Geiselhart, Markus (* 1977), deutscher Jazzmusiker (Posaune)
- Geiselhart, Otto (1890–1933), deutscher Politiker (SPD), MdR
- Geiselhart, Thomas (1811–1891), deutscher katholischer Priester
- Geiselmann, Josef Rupert (1890–1970), deutscher römisch-katholischer Theologe
- Geiselmann, Uwe (* 1965), deutscher Eishockeyspieler
- Geiselmayer, Angelin (1744–1786), römisch-katholischer Ordensgeistlicher, Apostolischer Vikar des Großmogulenreichs
- Geiselsöder, Laura (* 1995), deutsche Basketballspielerin
- Geiselsöder, Luisa (* 2000), deutsche Basketballspielerin
- Geisen, Edmund (* 1949), deutscher Politiker (FDP), MdL, MdB
- Geisen, Gerhard (* 1941), deutscher Politiker (SPD), MdL
- Geisen, Günter (* 1959), deutscher Poolbillardspieler
- Geisen, Hermann (1899–1943), deutscher kommunistischer Widerstandskämpfer
- Geisen, Jürgen (* 1937), deutscher Fußballspieler
- Geisen, Martin (* 1987), deutscher Schauspieler
- Geisen, Mathias (* 1979), deutscher Manager
- Geisenberger, Heinz-Werner (* 1945), deutscher Autor und Regisseur
- Geisenberger, Natalie (* 1988), deutsche RennrodlerinNatalie Geisenberger (* 1988)

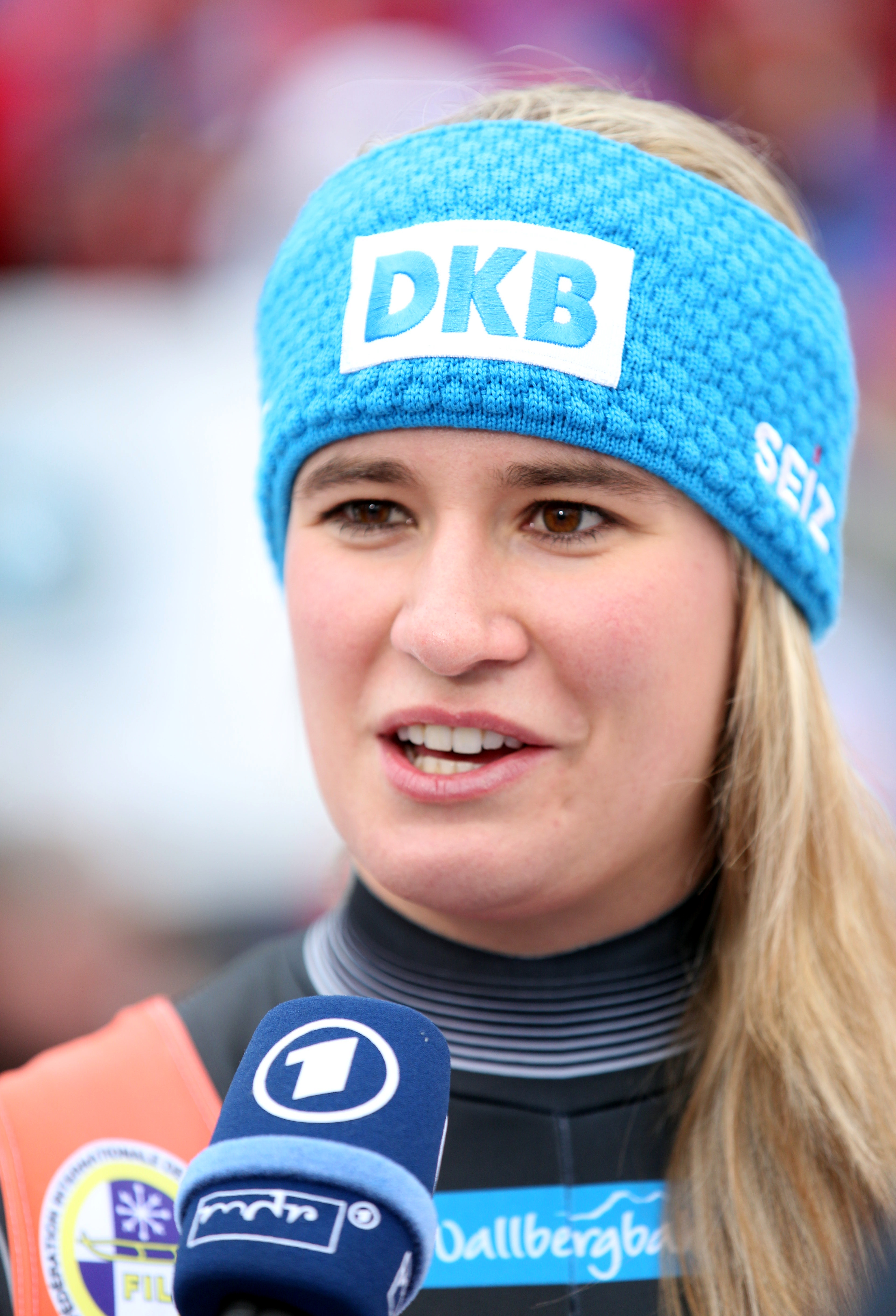
Natalie Geisenberger (* 1988)

- Geisenberger, Ute (* 1976), deutsche Juristin, Richterin am Bundesfinanzhof
- Geisendorf, Charles-Edouard (1913–1985), Schweizer Architekt und Hochschullehrer an der ETH Zürich
- Geisendorf, Léonie (1914–2016), schwedische Architektin
- Geisendörfer, Ingeborg (1907–2006), deutsche Politikerin (CSU), MdB
- Geisendörfer, Julius (1878–1953), deutscher Schauspieler und Regisseur
- Geisendörfer, Robert (1910–1976), deutscher evangelischer Pfarrer, Publizist und kirchlicher Medienunternehmer
- Geisenhanslüke, Achim (* 1965), deutscher Literaturwissenschaftler, Professor an der Goethe-Universität Frankfurt am Main
- Geisenhanslüke, Ralf (* 1960), deutscher Journalist und Unternehmensberater
- Geisenheimer, Moritz (1818–1878), deutscher Kaufmann, Dramatiker, Aktivist der jüdischen Emanzipation
- Geisenheimer, Raphael (* 1799), deutscher Kaufmann, Frankfurter Politiker
- Geisenheimer, Siegmund (1775–1828), deutscher Kaufmann
- Geisenheyner, Ludwig (1841–1926), deutscher Botaniker, Musiker und Lehrer
- Geisenheyner, Max (1884–1961), deutscher Feuilletonredakteur
- Geisenhof, Georg (1780–1861), deutscher Mönch und Autor
- Geisenhofer, Franz Xaver (1914–2000), deutscher Politiker (CSU), MdB
- Geisensetter, Pierre (* 1972), deutscher Moderator und SchauspielerPierre Geisensetter (* 1972)

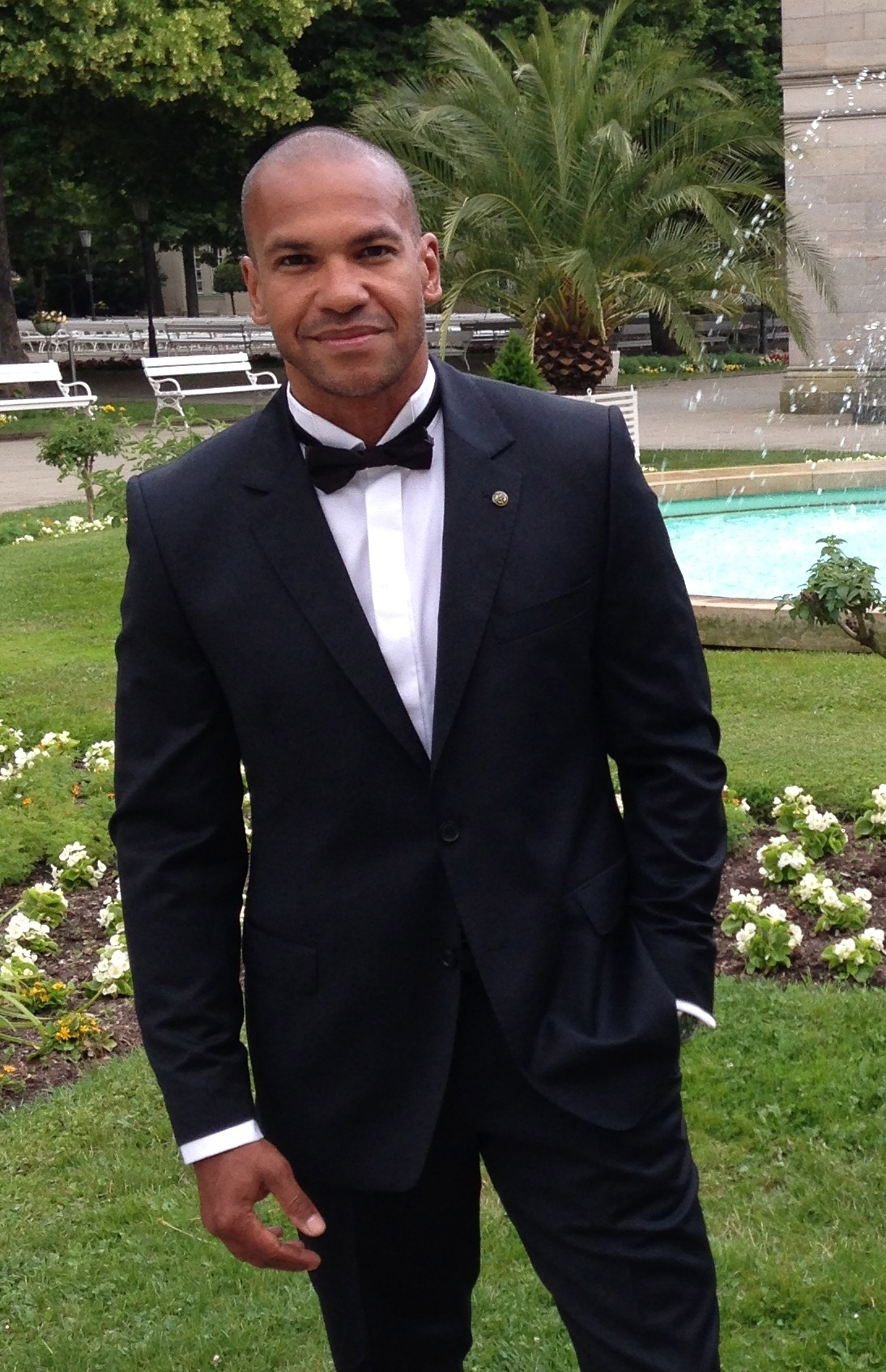
Pierre Geisensetter (* 1972)

- Geiser, Alfred (1868–1937), deutscher Philologe
- Geiser, Arnold (1844–1909), Schweizer Architekt und Städtebaumeister
- Geiser, Barbara (* 1948), Schweizer Politikerin (SP)
- Geiser, Bruno (1846–1898), deutscher Journalist und Politiker (SPD), MdR
- Geiser, Carl Friedrich (1843–1934), Schweizer Mathematiker
- Geiser, Christoph (* 1949), Schweizer Schriftsteller
- Geiser, Hans (1884–1961), deutscher Gewerkschafter und Politiker (SPD)
- Geiser, Josef Anton (1945–2007), Schweizer Maler
- Geiser, Jürg (* 1967), Schweizer Skeletonfahrer
- Geiser, Karl (1862–1930), Schweizer Hochschullehrer, Behördenleiter, Heimatforscher und Autor
- Geiser, Karl (1898–1957), Schweizer Bildhauer
- Geiser, Katharina (* 1956), Schweizer Schriftstellerin
- Geiser, Linda (* 1935), Schweizer Schauspielerin
- Geiser, Martin (1925–2018), deutscher Politiker (SPD), MdL
- Geiser, Pierre-André (* 1961), Schweizer Manager
- Geiser, Samuel Henri (1884–1973), Schweizer Landwirt und Täuferforscher
- Geiser, Seraphine (* 1995), Schweizer Unihockeyspielerin
- Geiser, Thomas (* 1952), Schweizer Rechtswissenschaftler
- Geiser, Walther (1897–1993), Schweizer Komponist und Musikpädagoge
- Geiserich († 477), König der VandalenGeiserich († 477)

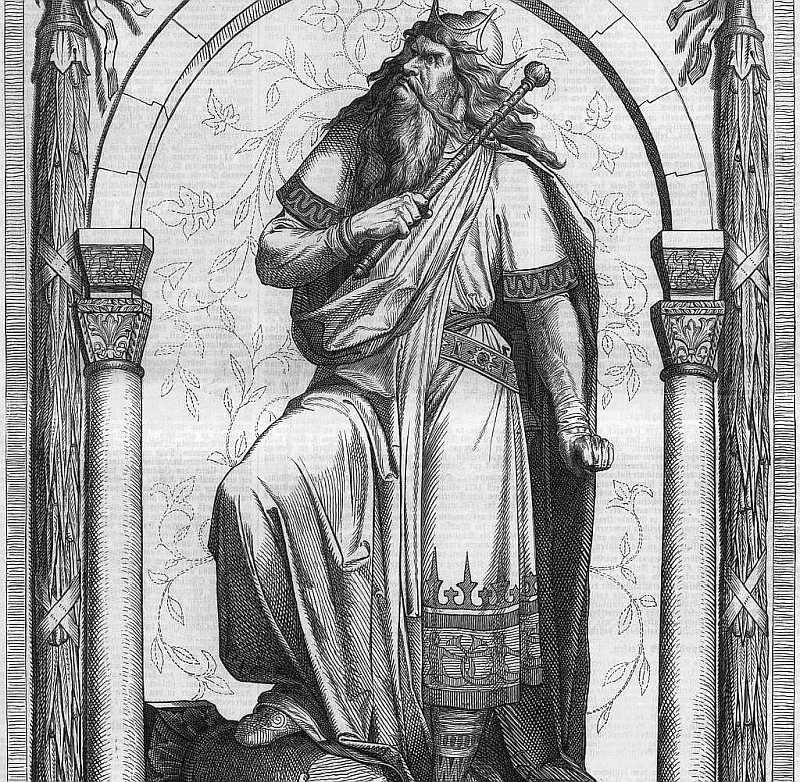
Geiserich († 477)

- Geisert, Hugo (1917–1986), deutscher Verwaltungsbeamter und Politiker (CDU), MdL
- Geisert, Otto (1939–2021), deutscher Fußballspieler

#### Geish
- Geisheim, Carl (1784–1847), deutscher Lehrer und Dichter
- Geisheim, Felix (1821–1893), deutscher Archivar und Historiker
- Geishüttner, Joseph (1763–1805), österreichischer katholischer Moral- und Pastoraltheologe

#### Geisi
- Geisinger, Harry (1933–2015), US-amerikanischer Politiker
- Geisinger, Joseph, Tonmeister

#### Geisl
- Geisler, Achim (1949–2021), deutscher Schauspieler, Synchronsprecher und Synchronregisseur
- Geisler, Adam Friedrich (* 1757), deutscher Schriftsteller
- Geisler, Alexandra (* 1974), deutsche Sozialpädagogin und Hochschullehrerin
- Geisler, Angelina (* 1986), deutsche Schauspielerin und Synchronsprecherin
- Geisler, Astrid (* 1968), österreichische Skirennläuferin
- Geisler, Astrid (* 1974), deutsche Journalistin
- Geisler, Aviaaja (* 1982), grönländische Badmintonspielerin
- Geisler, Bruno (1857–1945), deutscher Naturaliensammler, Ornithologe, Präparator, Taxidermist, Vogelmaler und Illustrator
- Geisler, Christian (* 1984), österreichischer Koch
- Geisler, David (* 1980), österreichischer Basketballspieler
- Geisler, Eberhard (* 1950), deutscher Literaturwissenschaftler, Übersetzer und Kritiker
- Geisler, Erwin (* 1939), deutscher Schauspieler
- Geisler, Eva-Maria (1936–2005), deutsch-österreichische Malerin, Grafikerin und Illustratorin
- Geisler, Felix (* 1997), deutscher Fußballspieler
- Geisler, Fritz (* 1890), deutscher Politiker (DNVP), MdR
- Geisler, Georg (1881–1964), deutscher Verwaltungsjurist, Oberbürgermeister von Gleiwitz
- Geisler, Gerald (* 1978), österreichischer Galoppertrainer mit Trainingsquartier in Iffezheim
- Geisler, Gerhard (1907–1977), deutscher Schauspieler und Synchronsprecher
- Geisler, Gerhard (1925–2019), deutscher Volkspolizeigeneral
- Geisler, Gerhard (1927–2010), deutscher Pflanzenbauwissenschaftler
- Geisler, Gerth (1882–1934), grönländischer Kaufmann und Landesrat
- Geisler, Hans (1891–1966), deutscher Offizier, zuletzt General der Flieger im Zweiten Weltkrieg
- Geisler, Hans (* 1940), deutscher Politiker (DA, CDU), MdV, MdL, MdB, sächsischer Staatsminister (1990–2002)Hans Geisler (* 1940)

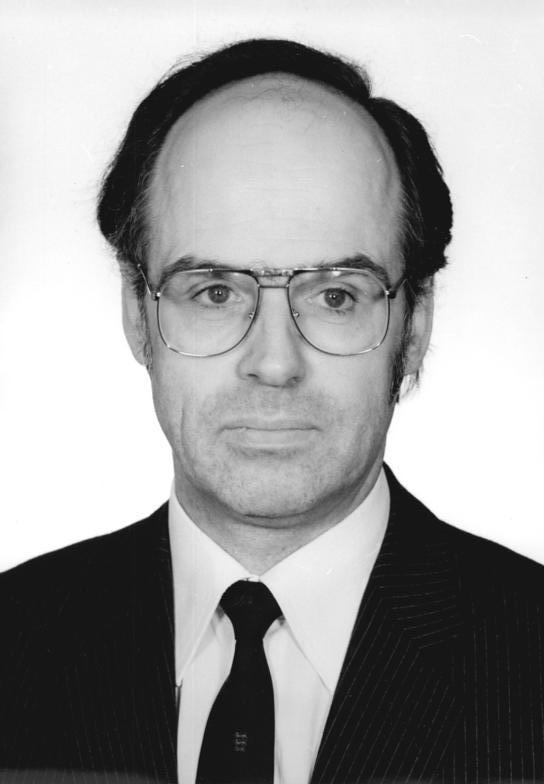
Hans Geisler (* 1940)

- Geisler, Hans Joachim (1934–2015), deutscher Altphilologe, Mitbegründer des Bundes Freiheit der Wissenschaft
- Geisler, Hans-Joachim (* 1955), deutscher Schwimmer
- Geisler, Heinz (* 1950), deutscher Rockmusiker und Komponist
- Geisler, Helmut (* 1925), deutscher Berufsoffizier
- Geisler, Herbert (1921–1986), deutscher Politiker (LDP, FDP), Mitglied der Stadtverordnetenversammlung von Groß-Berlin
- Geisler, Hubert (1864–1936), deutscher Naturaliensammler, Naturalienhändler und Ornithologe
- Geisler, Ilse (* 1941), deutsche Rennrodlerin
- Geisler, Jannick (* 1992), deutscher Radrennfahrer
- Geisler, Jens (1951–2010), grönländischer Politiker (Inuit Ataqatigiit), Lehrer, Dichter und Künstler
- Geisler, Jeremias (1884–1936), grönländischer Landesrat
- Geisler, Johan Christian (1779–1836), dänischer Kaufmann und kommissarischer Inspektor in Grönland
- Geisler, Johanna (1888–1956), deutsche Opernsängerin (Sopran) und Schauspielerin
- Geisler, Johannes (1882–1952), Bischof von Brixen
- Geisler, Josef (* 1961), österreichischer Politiker (ÖVP), Landtagsabgeordneter in Tirol
- Geisler, Karl (* 1944), deutscher Badmintonspieler
- Geisler, Karl Heinrich (1742–1789), deutscher Rechtswissenschaftler
- Geisler, Kirsten (* 1949), deutsche Medienkünstlerin
- Geisler, Kurt (* 1952), deutscher Schriftsteller und Pädagoge
- Geisler, Ladi (1927–2011), deutscher Jazz- und Studiomusiker (Gitarrist, Bassgitarrist)
- Geisler, Liesl (1905–1985), österreichische Fluchthelferin, Wirtin des Krimmler Tauernhauses
- Geisler, Linus (1934–2023), deutscher Arzt und Wissenschaftler
- Geisler, Lothar (1936–2019), deutscher Fußballspieler
- Geisler, Manfred (* 1941), deutscher Fußballspieler
- Geisler, Manfred (* 1949), deutscher Sportschütze
- Geisler, Marco (* 1974), deutscher Ruderer
- Geisler, Martin (* 1977), deutscher Spiel-, Theater- und Medienpädagoge
- Geisler, Martina (* 1986), österreichische Skirennläuferin
- Geisler, Michael (* 1948), deutscher Basketballfunktionär und -schiedsrichter
- Geisler, Michael (* 1960), deutscher Kommunalpolitiker (CDU), LandratMichael Geisler (* 1960)

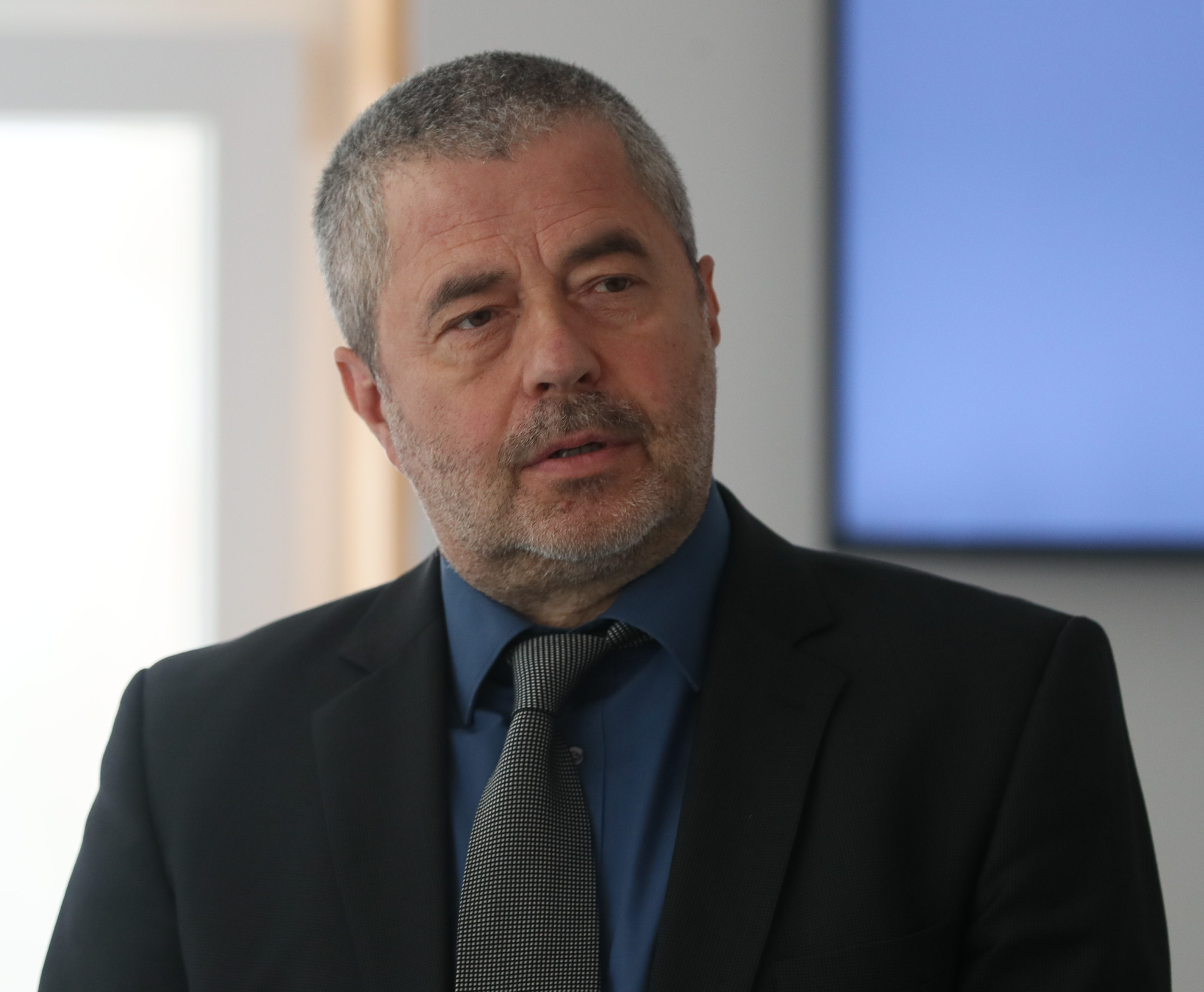
Michael Geisler (* 1960)

- Geisler, Michael (* 1979), österreichischer Komponist und Dirigent
- Geisler, Natascha (* 1975), deutsche Synchronsprecherin
- Geisler, Niklaus (1585–1665), Bildhauer und Architekt der deutschen Spätrenaissance
- Geisler, Otto (1930–2009), deutscher Generalleutnant des Ministeriums für Staatssicherheit
- Geisler, Otto (1935–2011), deutscher Maschinenbauingenieur
- Geisler, Paul (1856–1919), deutscher Dirigent und Komponist
- Geisler, Paul (1895–1971), deutscher Politiker (KPD, SED), MdR, MdV
- Geisler, Ralf (* 1945), deutscher Schriftsteller und Werbetexter
- Geisler, Raul (* 1970), deutscher Komponist und Musikproduzent
- Geisler, René (* 1976), deutscher Schauspieler
- Geisler, Richard (1906–1967), deutscher Paläontologe und Bergwerksdirektor
- Geisler, Robert Michael, US-amerikanischer Filmproduzent
- Geisler, Rolf (1925–2012), deutscher Fischereibiologe, Limnologe und Aquarianer
- Geisler, Simon (1868–1931), österreichischer Politiker (CSP), Abgeordneter zum Nationalrat
- Geisler, Sofia (* 1963), grönländische Politikerin (Inuit Ataqatigiit)
- Geisler, Stephan (* 1968), deutscher Maler
- Geisler, Stephan (* 1977), deutscher Sportwissenschaftler und Professor für Fitness und Gesundheit an der IST-Hochschule in Düsseldorf
- Geisler, Walter (1891–1945), deutscher Geograph
- Geisler, Walter (1913–1979), deutscher Opernsänger (Heldentenor)
- Geisler, Wilhelm (* 1935), deutscher Anglist, Fachdidaktiker und Hochschullehrer
- Geisler, Willy (1886–1952), deutscher Komponist
- Geisler, Wolff (* 1941), deutscher Autor
- Geisler, Wolfgang (1930–2021), deutscher Architekt und Hochschullehrer
- Geisler, Wolfgang (1935–2008), deutscher Grafikdesigner, Typograf, Schriftsetzer und Lehrer
- Geisler-Bading, Claudia (* 1965), deutsche Schauspielerin
- Geisler-Moroder, Rudolf (1919–2001), österreichischer Holzbildhauer
- Geislerová, Anna (* 1976), tschechische SchauspielerinAnna Geislerová (* 1976)

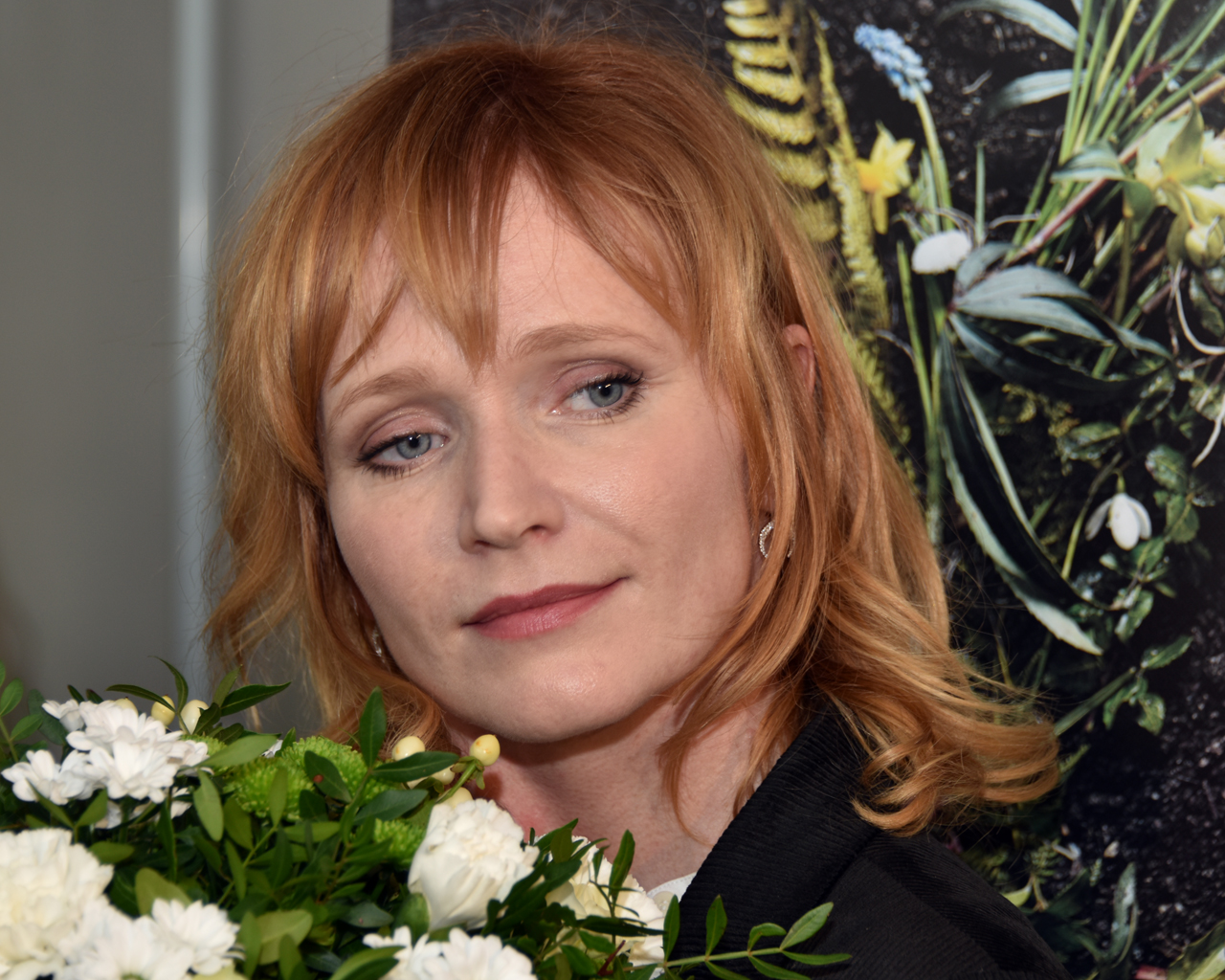
Anna Geislerová (* 1976)

- Geislerová, Ester (* 1984), tschechische Schauspielerin
- Geislhöringer, August (1886–1963), deutscher Jurist und Politiker (BP), MdL
- Geislinger, Ulrich († 1493), deutscher Ordensgeistlicher, Franziskaner und Weihbischof in Augsburg

#### Geism
- Geismann, Beata (* 1979), deutsche Rollhockeyspielerin
- Geismann, Georg (* 1935), deutscher Politologe und Philosoph
- Geismann, Gerd (* 1945), deutscher Politiker (SPD)
- Geismann, Hermann-Josef (1930–2018), deutscher Architekt und Politiker (CDU), MdL
- Geismann, Johannes (* 1960), deutscher Staatssekretär
- Geismar, Alain (* 1939), französischer Physiker, Buchautor und Politiker
- Geismar, Benedikt von (1680–1757), deutscher Benediktinermönch und Reichsabt des Klosters Werden
- Geismar, Caspar von (1783–1848), kaiserlich-russischer General-Adjutant des Zaren
- Geismar, Hans Dietrich von (1649–1702), thüringisch-sächsischer Hofbeamter
- Geismar, Hans von, deutscher Maler der Dürer-Zeit
- Geismar, Heinrich von († 1431), deutscher Theologe und Hochschullehrer
- Geismar, Jårg (1958–2019), deutscher Künstler
- Geismar, Johann Georg von (1682–1749), thüringisch-sächsischer Hofbeamter und Staatsmann
- Geismayr, Daniel (* 1989), österreichischer Radrennfahrer
- Geismeier, Irene (* 1935), deutsche Kunsthistorikerin
- Geismeier, Willi (1934–2007), deutscher Kunsthistoriker und Direktor der Deutschen Nationalgalerie Berlin
- Geismer, Johann Andreas (1695–1759), deutscher evangelisch-lutherischer Geistlicher

#### Geiso
- Geison, Gerald (1943–2001), US-amerikanischer Historiker
- Geisow, Hans (1879–1939), deutscher Chemiker, Schriftsteller und Sportfunktionär

#### Geisp
- Geisperger, Fritz (1931–2024), deutscher Politiker (SPD), MdL
- Geispitzheim, Eberhard Vetzer von († 1520), Adliger im Dienst der Kurpfalz, Burggraf und Oberamtmann

#### Geisr
- Geisreiter, Moritz (* 1987), deutscher Eisschnellläufer

#### Geiss
- Geiss, Andreas (* 1964), deutscher Schauspieler
- Geiß, Anton (1858–1944), deutscher Politiker (SPD), badischer Staatspräsident
- Geiss, Arthur (1903–1982), deutscher Motorradrennfahrer
- Geiss, Bjarne (* 1997), deutscher BadmintonspielerBjarne Geiss (* 1997)

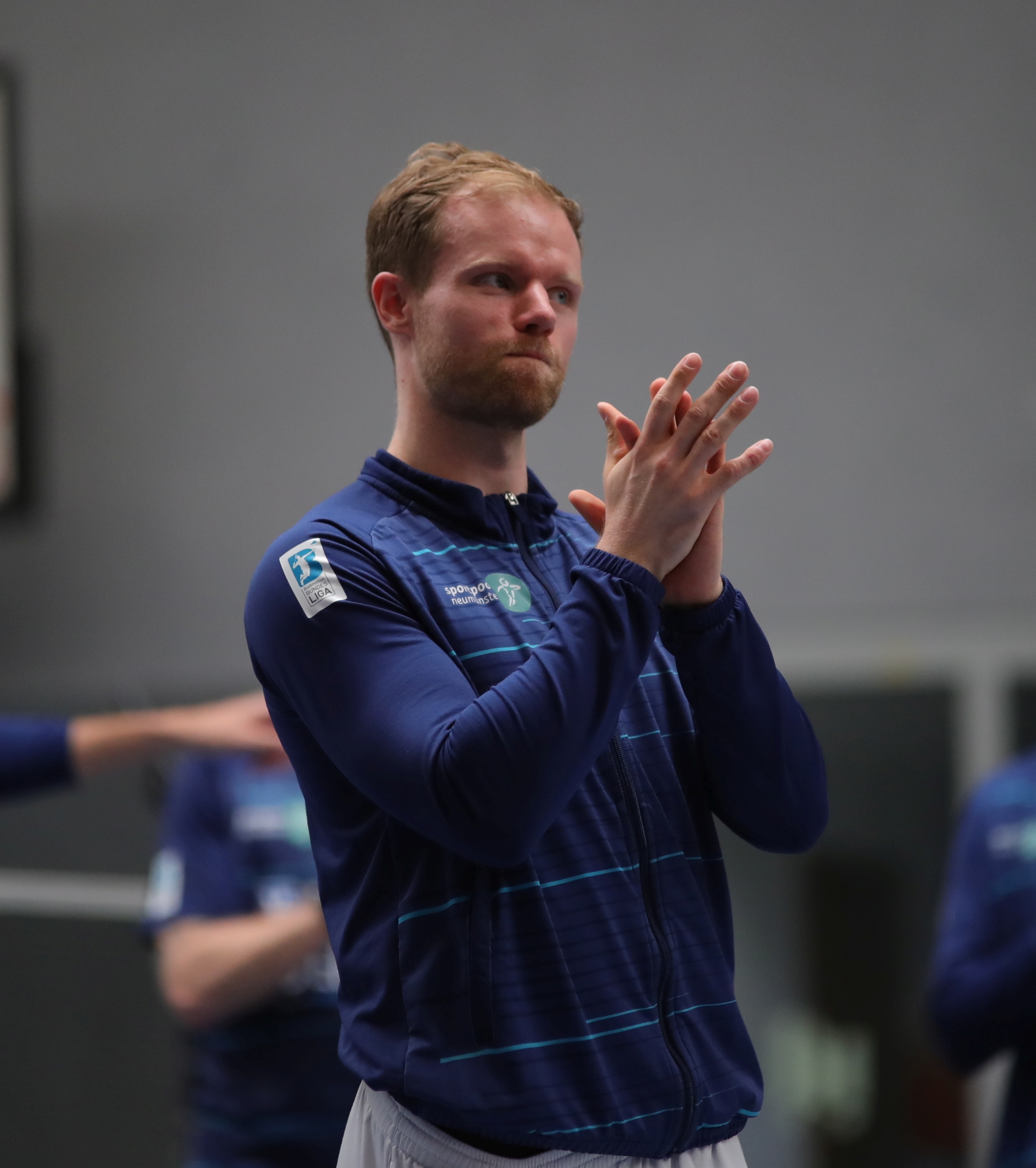
Bjarne Geiss (* 1997)

- Geiss, Carmen (* 1965), deutsche Millionärsgattin
- Geiß, Christof (* 1964), deutscher Mathematiker
- Geiß, Conrad (1771–1846), deutscher Eisengießer, Mitbegründer des Eisenkunstgusses
- Geiss, Davina (* 2003), deutsche Fernsehdarstellerin
- Geiss, Imanuel (1931–2012), deutscher Historiker
- Geiss, Isabelle (* 1998), deutsche Schauspielerin
- Geiss, Johannes (1926–2020), deutsch-schweizerischer Physiker
- Geiß, Karlmann (1935–2025), deutscher Jurist, Präsident des Bundesgerichtshofs
- Geiss, Kira (* 2002), Miss Germany 2023
- Geiss, Michel, französischer Toningenieur und Keyboarder
- Geiß, Moritz (1805–1875), deutscher Eisen- und Zinkgießer, Begründer der Zinkgussindustrie
- Geiss, Otto (1903–1962), deutscher Politiker (NSDAP), MdL Volksstaat Hessen
- Geiss, Otto (1939–2005), deutscher Maler
- Geiss, Peter (* 1971), deutscher Historiker und Geschichtsdidaktiker
- Geiss, Robert (* 1964), deutscher Unternehmer und DarstellerRobert Geiss (* 1964)

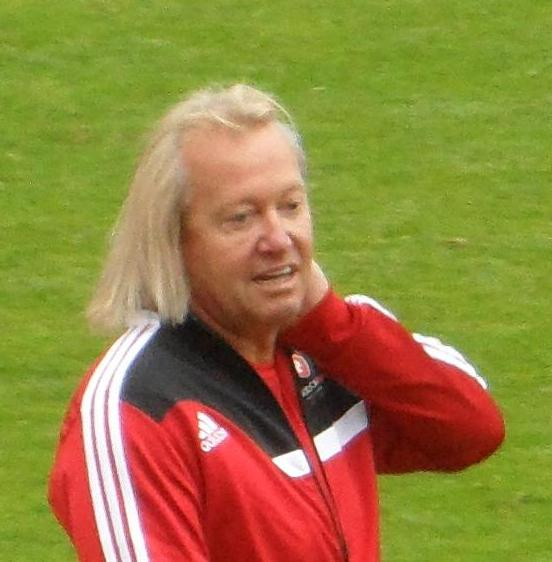
Robert Geiss (* 1964)

- Geiß, Robin (* 1974), deutscher Völkerrechtler und Hochschullehrer
- Geiss, Shania (* 2004), deutsche Fernsehdarstellerin
- Geiß, Wilhelm (* 1911), deutscher Politiker (SED)
- Geiss-Wittmann, Maria (* 1934), deutsche Politikerin (CSU), MdL
- Geissberger, Hans (1921–1999), Schweizer Bildhauer und Maler
- Geissberger, Walter (* 1947), Schweizer Bildender Künstler
- Geissbühler, Andrea (* 1976), Schweizer Politikerin (SVP)
- Geissbühler, Arnold (1897–1993), Schweizer Bildhauer
- Geissbühler, Karl Domenic (* 1932), Schweizer Grafiker, Plakatkünstler, Bühnenbildner und Kunstlehrer
- Geissbühler, Luke (* 1970), US-amerikanischer Kameramann
- Geissbühler, Rolf (1941–2010), Schweizer Schriftsteller
- Geissbühler, Simon (* 1973), Schweizer Historiker, Politikwissenschaftler und Diplomat
- Geissbühler-Strupler, Sabina (* 1950), Schweizer Politikerin (SVP)
- Geiße, Christina (* 1976), deutsche Schauspielerin
- Geisse, Gunnar (* 1962), deutscher Musiker
- Geisse-Winkel, Nicola (1872–1932), deutscher Opernsänger (Bariton)
- Geißel, Andreas (* 1955), deutscher Maler und Theatermaler
- Geißel, Brigitte (* 1962), deutsche Politikwissenschaftlerin
- Geissel, Hans (1950–2024), deutscher Experimentalphysiker
- Geissel, Hubert (1891–1938), deutscher Polizeibeamter
- Geissel, Johann Konrad (1776–1833), Landtagsabgeordneter Großherzogtum Hessen
- Geissel, Johann Peter (* 1636), deutscher Orgelbauer und Organist
- Geissel, Johannes von (1796–1864), Bischof von Speyer, Erzbischof von Köln, Kardinal
- Geißel, Ludwig (1916–2000), deutscher Vizepräsident des Diakonischen Werkes der EKD
- Geissel, Maximilian (1842–1931), deutscher Gutsbesitzer, Justizrat, Rechtsanwalt und Notar
- Geißel, Volker (1946–2024), deutscher Diplomvolkswirt, Geschäftsführer des Diakonie-Klinikums Stuttgart
- Geißelbrecht, Flora (* 1994), österreichische Komponistin, Interpretin, Improvisatorin und Texterin
- Geißelbrecht, Friedrich (1895–1985), deutscher Politiker (NSDAP), MdR
- Geißelbrecht, Johann Georg (1762–1826), deutscher Puppenspieler, Puppentheaterbetreiber und Mechanikus
- Geisselhart, Oliver (* 1967), deutscher Gedächtnistrainer und Autor
- Geißelmann, Florian (* 2004), deutscher Schauspieler
- Geißelmann, Friedrich (1943–2019), deutscher Bibliothekar
- Geißen, Angelo, deutscher Numismatiker
- Geissen, Oliver (* 1969), deutscher FernsehmoderatorOliver Geissen (* 1969)

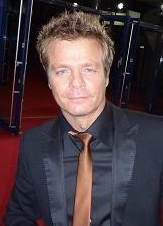
Oliver Geissen (* 1969)

- Geißendörfer, Hana (* 1984), deutsch-britische Regisseurin, Autorin und Filmproduzentin
- Geißendörfer, Hans W. (* 1941), deutscher Filmregisseur, Drehbuchautor und FilmproduzentHans W. Geißendörfer (* 1941)

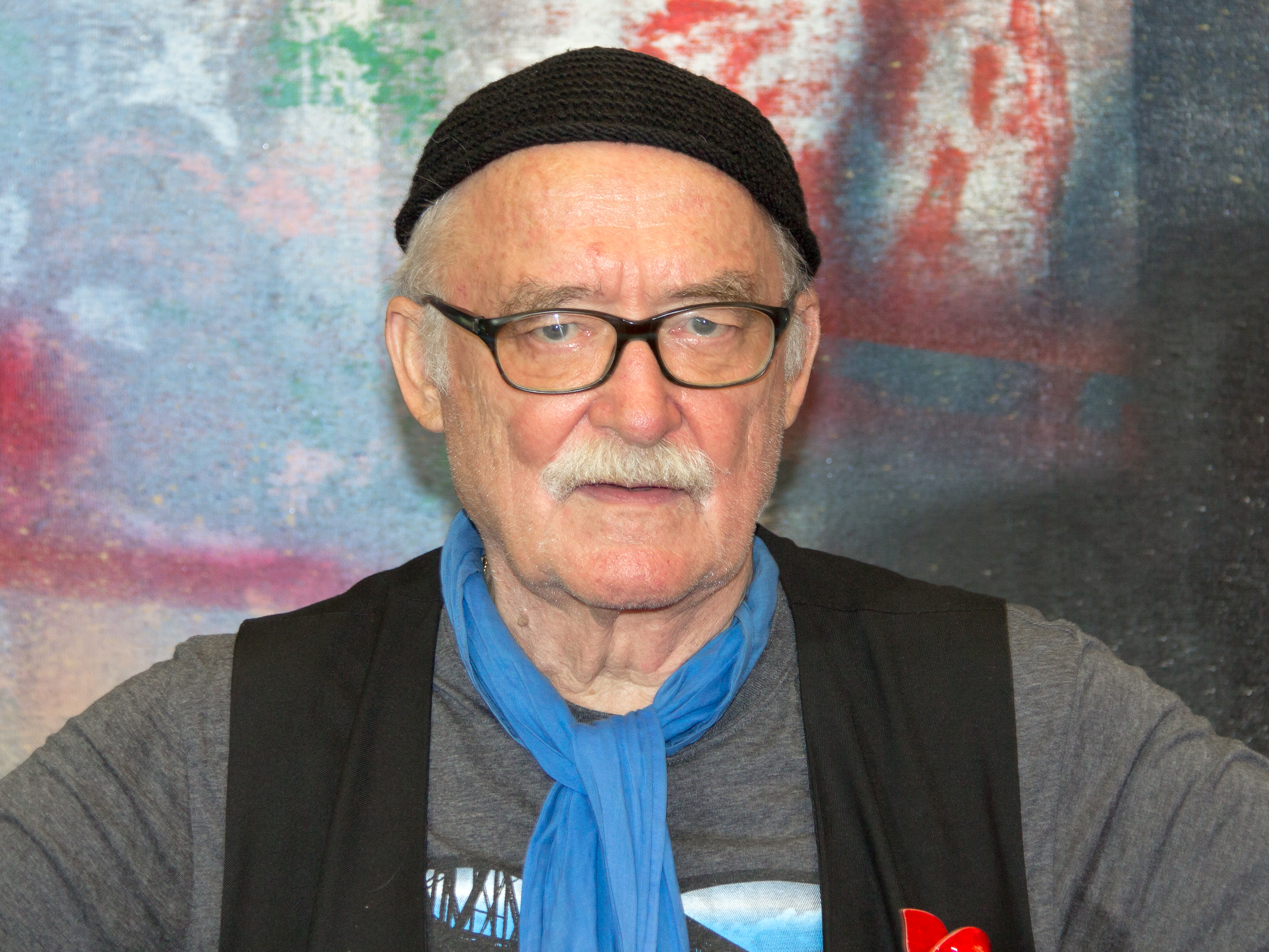
Hans W. Geißendörfer (* 1941)

- Geissenhainer, Jacob Augustus (1839–1917), US-amerikanischer Politiker
- Geissenhof, Franz (1753–1821), österreichischer Geigenbauer
- Geisser, David (* 1990), Schweizer Koch, Autor und Unternehmer
- Geisser, Heinz (* 1961), Schweizer Jazz- und Improvisationsmusiker
- Geisser, Johann Joseph (1824–1894), Schweizer Landschafts- und Genremaler
- Geisser, Kasi (1899–1943), Schweizer Klarinettenspieler, Kapellmeister und Komponist
- Geisser, Marcel (* 1952), Schweizer Zenlehrer
- Geisser, Robert (1920–1995), Schweizer Grafiker und Illustrator
- Geisser, Thomas (* 1966), deutscher Mathematiker
- Geisser, Tobias (* 1999), Schweizer Eishockeyspieler
- Geissinger, Felizian (1740–1806), römisch-katholischer Geistlicher
- Geißinger, Jürgen (* 1959), deutscher Wirtschaftsmanager
- Geißinger, Tina (* 1975), deutsche Theaterregisseurin und Projektkünstlerin
- Geißler, Anke (* 1970), deutsche Kabarettistin
- Geißler, Armin (* 1965), österreichischer Politiker (SPÖ), Landtagsabgeordneter in Kärnten
- Geissler, Benjamin (* 1964), deutscher Filmemacher
- Geissler, Birgit (* 1949), deutsche Soziologin
- Geißler, Carl (1802–1868), deutscher Kantor und Komponist
- Geißler, Carl (1817–1896), deutscher Jurist und Parlamentarier
- Geissler, Carl Friedrich August (1804–1869), deutscher Organist
- Geissler, Christian (1928–2008), deutscher Schriftsteller
- Geißler, Christian Benjamin (* 1743), Wortführer des Sächsischen Bauernaufstandes (1790)
- Geißler, Christian Gottfried Heinrich (1770–1844), deutscher Kupferstecher und Illustrator
- Geißler, Clemens (1931–2023), deutscher Entwicklungsforscher und Hochschullehrer
- Geißler, Conrad (1825–1897), deutscher Orgelbauer
- Geissler, Dana (* 1963), deutsche Schauspielerin und Sprecherin
- Geissler, Daniel (* 1994), österreichischer Fußballspieler
- Geißler, Dieter (* 1939), deutscher Schauspieler und Filmproduzent
- Geißler, Dieter (1943–2024), deutscher Politiker (SPD), MdL
- Geissler, Dietmar (* 1950), österreichischer Mediziner
- Geißler, Dominik (* 1963), deutscher Politiker (CDU) und Oberbürgermeister
- Geißler, Egon (1926–1990), deutscher Schauspieler und Hörspielsprecher
- Geissler, Elea (* 1988), deutsche Filmschauspielerin
- Geißler, Erhard (* 1930), deutscher Genetiker, Molekularbiologe und Bioethiker
- Geissler, Erich E. (1928–2018), deutscher Erziehungswissenschaftler und Bildungstheoretiker
- Geissler, Ernst (1915–1989), deutsch-amerikanischer Ingenieur und Raumfahrtpionier
- Geißler, Ewald (1880–1946), deutscher Germanist, Rhetoriker
- Geißler, Frank (* 1940), deutscher Badmintonspieler
- Geißler, Friedrich (1636–1679), deutscher Rechtswissenschaftler
- Geissler, Friedrich (1778–1853), deutscher Zeichner, Radierer und Kupferstecher
- Geißler, Friedrich (1839–1884), deutscher evangelischer Pfarrer
- Geißler, Friedrich Adolf (1868–1931), deutscher Schriftsteller
- Geißler, Fritz (1889–1971), deutscher Jurist und Politiker
- Geißler, Fritz (1903–1960), deutscher Politiker (FDP), MdL
- Geißler, Fritz (1907–1968), deutscher antifaschistischer Widerstandskämpfer und SED-Funktionär in der DDR
- Geißler, Fritz (1921–1984), deutscher Komponist
- Geißler, Gabriele (1944–2006), deutsche Tischtennisspielerin
- Geißler, Georg (1902–1980), deutscher Pädagoge
- Geißler, Gerhard (1927–2007), deutscher Fußballspieler
- Geißler, Gert (* 1948), deutscher Erziehungswissenschaftler und -historiker
- Geißler, Gertraud, deutsche Pianistin
- Geissler, Gertrud Elisabeth (1875–1951), Bibliotheksassistentin und Kunstmalerin
- Geißler, Günter (1929–2006), deutscher Schlagersänger
- Geissler, Gustav (* 1871), deutscher Zahnarzt und Paläontologe
- Geißler, Harald (* 1950), deutscher Pädagoge und Hochschullehrer
- Geissler, Harald (* 1973), deutscher Boxer
- Geißler, Heike (* 1977), deutsche Schriftstellerin
- Geißler, Heiner (1930–2017), deutscher Politiker (CDU), MdL, MdBHeiner Geißler (1930–2017)

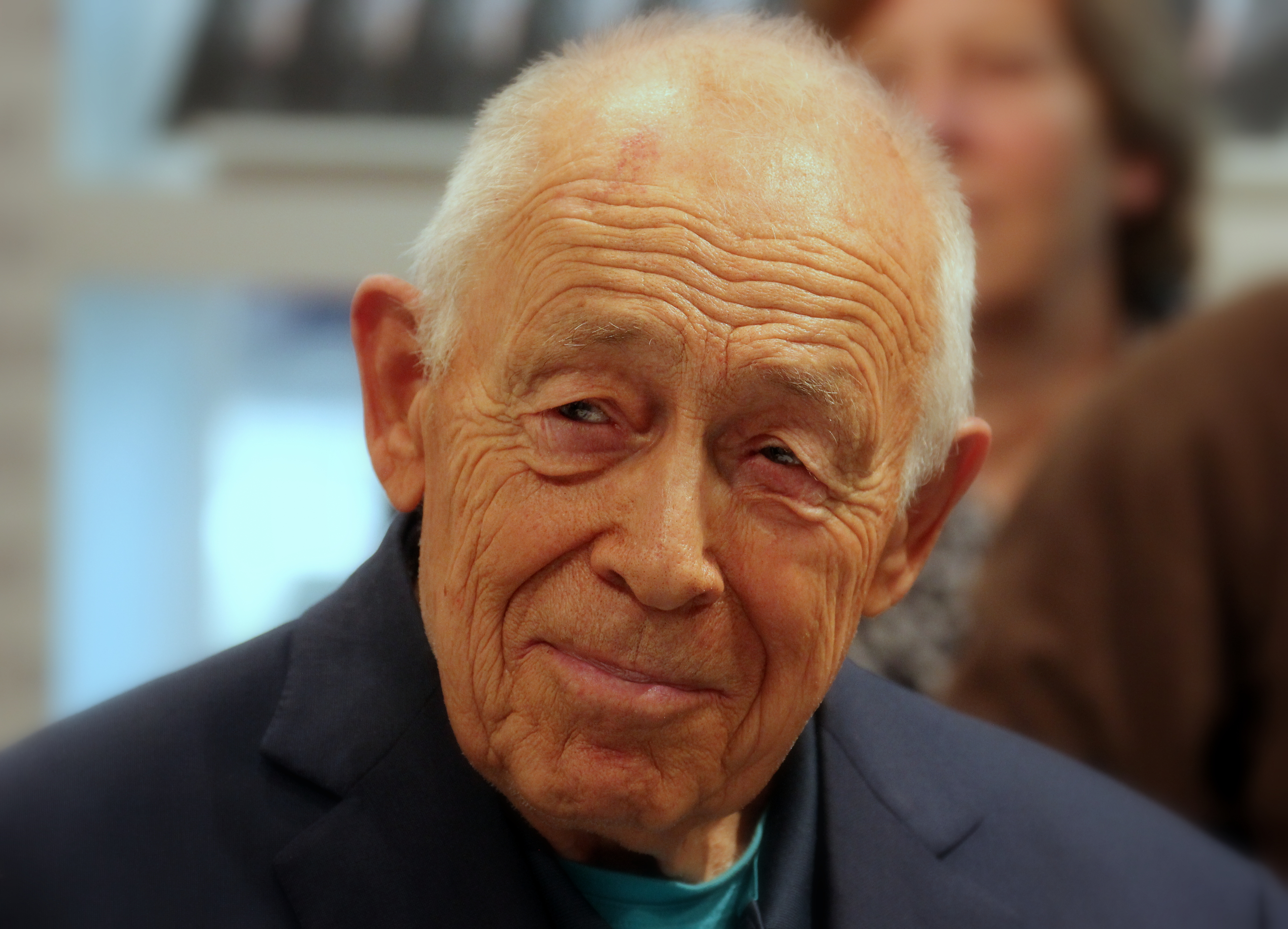
Heiner Geißler (1930–2017)

- Geißler, Heinrich (1814–1879), deutscher Glasbläser, Instrumentenmacher und Erfinder
- Geissler, Heinrich (1927–1990), deutscher Kunsthistoriker
- Geißler, Heinrich von (1833–1898), preußischer Generalleutnant
- Geißler, Heinz Peter (* 1962), deutscher Schriftsteller
- Geißler, Hermann (1859–1939), deutscher Architekt
- Geißler, Hermann (1905–1970), österreichischer Sprinter und Weitspringer
- Geißler, Hermann (* 1907), Chef der Kriminalpolizei des Landes Thüringen und Mitglied der KPD
- Geißler, Hermann (1920–2001), österreichischer Kaufmann und Politiker (ÖVP), Abgeordneter zum Nationalrat
- Geißler, Hermann (* 1965), österreichischer römisch-katholischer Theologe und OrdenspriesterHermann Geißler (* 1965)

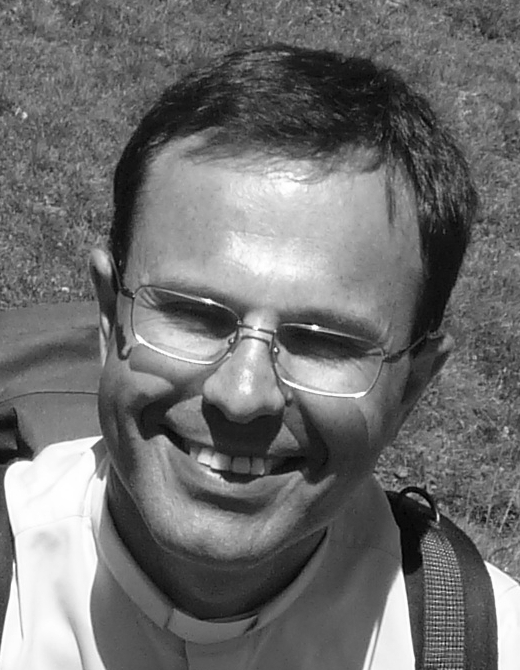
Hermann Geißler (* 1965)

- Geißler, Horst Wolfram (1893–1983), deutscher Schriftsteller
- Geißler, Ines (* 1963), deutsche Schwimmerin
- Geißler, Ingeborg (1941–2020), deutsche Gebrauchsgrafikerin und Kunsthandwerkerin
- Geißler, Johann Gottfried (1726–1800), Rektor der Fürstenschule Pforta
- Geißler, Johanna (* 1981), deutsche Schauspielerin
- Geissler, Jonas (* 1984), deutscher Politiker (CSU), MdB
- Geißler, Julius (1822–1904), deutscher Maler, Porträtist, Zeichner, Lithograf und Holzschneider
- Geißler, Karl-Friedrich (* 1952), deutscher Autor und Verleger
- Geißler, Karlheinz (1944–2022), deutscher Wirtschaftspädagoge und Zeitforscher
- Geißler, Kurt (1902–1963), deutscher SS-Sturmbannführer und Kriminalkommissar
- Geißler, Lothar (* 1927), deutscher Politiker (SED)
- Geißler, Lutz (* 1984), deutscher Blogger und Buchautor
- Geissler, Martin (* 1984), deutscher Basketballfunktionär
- Geissler, Matthias (* 1946), deutscher Chordirigent
- Geißler, Max (1868–1945), deutscher Redakteur und Schriftsteller
- Geißler, Michael (1942–2003), deutscher Videokünstler
- Geissler, Michael (* 1967), deutscher Jurist, Richter am Bundesfinanzhof
- Geißler, Otto (1872–1939), deutscher Wasserbauingenieur und Hochschullehrer an der TH Hannover
- Geissler, Paul (1881–1965), deutscher Maler und Grafiker
- Geissler, Paul (1897–1992), deutscher Bibliothekar
- Geißler, Peter (* 1953), österreichischer Körperpsychotherapeut und psychoanalytischer Psychotherapeut
- Geissler, Peter Carl (1802–1872), deutscher Maler, Kupferstecher und Verleger
- Geissler, Philipp (1856–1933), österreichischer Politiker
- Geißler, Rainer (* 1939), deutscher Soziologe
- Geißler, Renate (* 1940), deutsche SchauspielerinRenate Geißler (* 1940)

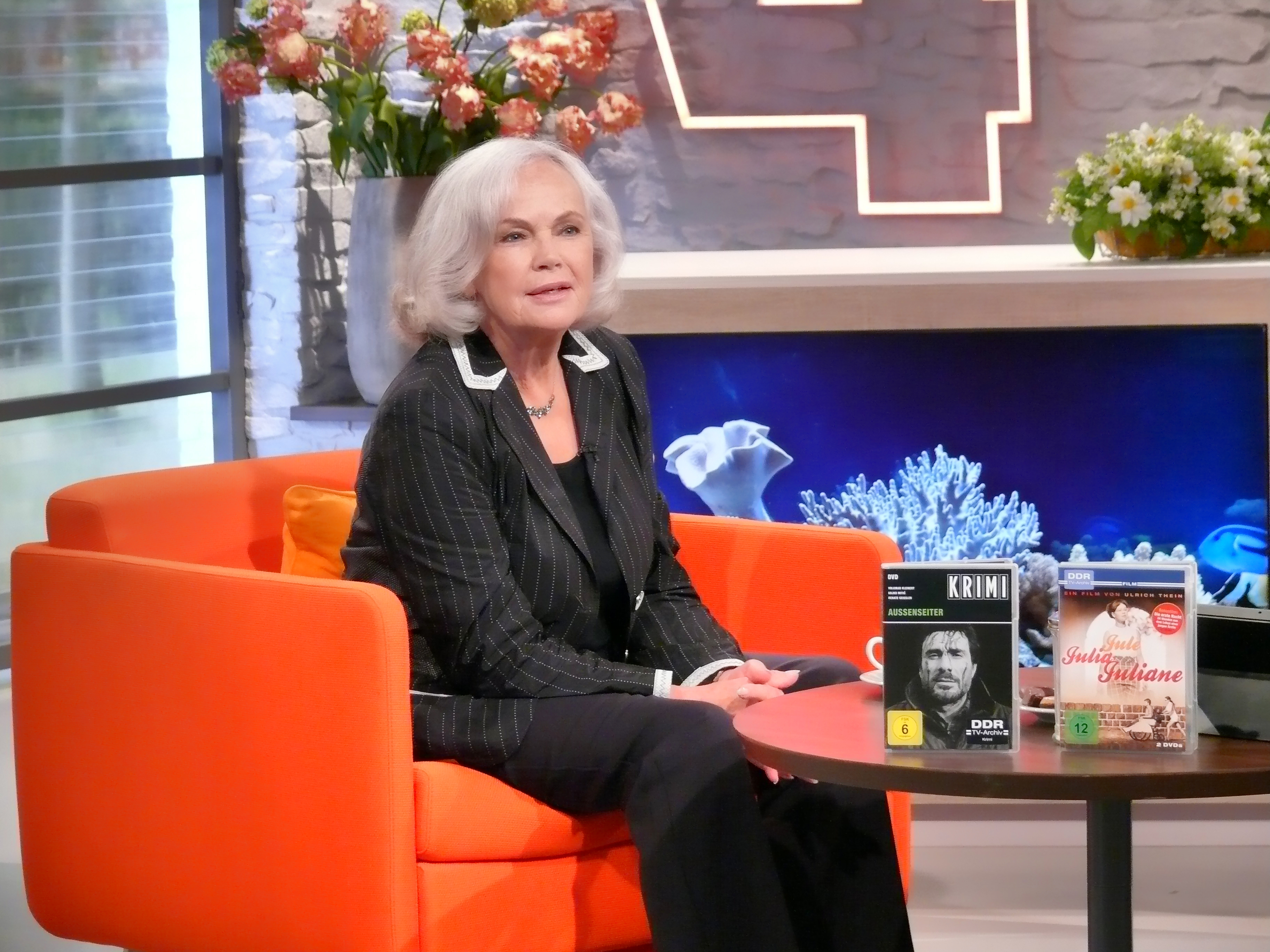
Renate Geißler (* 1940)

- Geißler, Richard von (1848–1922), deutscher Admiral
- Geißler, Robert (1819–1893), deutscher Maler, Zeichner, Graphiker, Schriftsteller, Herausgeber und Journalist
- Geißler, Robert Paul (1874–1954), deutscher Maler, Zeichner und Graphiker
- Geißler, Roland (* 1953), deutscher Sachbuchautor
- Geißler, Rudolf (1834–1906), deutscher Zeichner, Radierer und Aquarellist
- Geißler, Rudolf (* 1958), österreichischer Politiker (ÖVP), ehemaliger Landtagsabgeordneter
- Geißler, Sascha-Philipp (* 1976), römisch-katholischer Geistlicher und derzeit Generalvikar im Erzbistum Hamburg
- Geißler, Senta (1902–2000), deutsche Malerin
- Geißler, Siegfried (1929–2014), deutscher Politiker (Neues Forum), MdL
- Geißler, Sina-Aline (* 1965), deutsche Schriftstellerin
- Geißler, Theo (* 1947), deutscher Verleger, Moderator und Herausgeber
- Geißler, Thorsten (* 1959), deutscher Jurist und Politiker (CDU), MdL
- Geißler, Tom (* 1983), deutscher Fußballspieler
- Geißler, Ulrich (* 1956), deutscher Diakon, Kulturpädagoge, Buch- und Spieleautor
- Geissler, Ursula (1931–2018), deutsche Botanikerin und Hochschullehrerin
- Geissler, Werner (1925–2000), deutscher Zauberkünstler, Erfinder, Hersteller und Händler von Zauberartikeln, Autor und Verleger sowie Aufklärer von Psi-Phänomenen
- Geißler, Werner (* 1926), deutscher Fußballtorwart
- Geißler, Wilfried (1935–1998), deutscher Journalist und Chefredakteur in der DDR
- Geissler, Wilhelm (1848–1928), deutscher Maler, Zeichner, Graphiker und Lithograf
- Geißler, Wilhelm (1875–1937), deutscher Tiefbauingenieur und Hochschullehrer an der TH Dresden
- Geißler, Wilhelm (1895–1977), deutscher Grafiker, Holzschneider und Maler
- Geißler, Wolfgang (1904–1992), deutscher Verwaltungsjurist, Landrat in der Provinz Sachsen, im Sudetenland, in Ostoberschlesien und in Danzig-Westpreußen
- Geissler-Rothemund, Margit (1958–2016), deutsche Schauspielerin
- Geißlinger, Ferdinand (1891–1969), österreichischer Bundesbahnbeamter und Politiker (ÖVP), Abgeordneter zum Nationalrat
- Geißlinger, Hans (* 1952), deutscher Soziologe
- Geissman, Grant (* 1953), US-amerikanischer Jazz- und Fusionmusiker
- Geissmann, Joël (* 1993), Schweizer Fussballspieler
- Geissmann, Oliver (* 1978), liechtensteinischer Sportschütze
- Geissmann, Thomas (* 1957), Schweizer Primatologe
- Geissmar, Berta (1892–1949), deutsche Musikwissenschaftlerin
- Geissmar, David (1797–1879), deutscher Rabbiner
- Geissmar, Johanna (1877–1942), deutsche ÄrztinJohanna Geissmar (1877–1942)

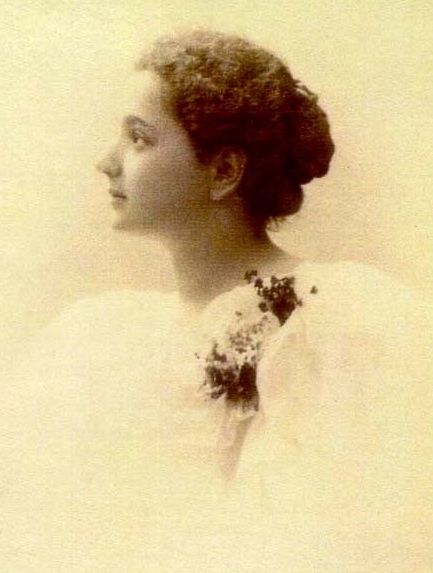
Johanna Geissmar (1877–1942)

- Geissmar-Brandi, Christoph (* 1958), deutscher Kunsthistoriker
- Geissner, Edgar (* 1952), deutscher Psychologe
- Geißner, Hellmut (1926–2012), deutscher Rhetorik- und Sprechwissenschaftler

#### Geist
- Geist von Wildegg, Konrad Ferdinand (1662–1722), deutscher römisch-katholischer Geistlicher, Weihbischof im Bistum Konstanz
- Geist, Alfred (1863–1919), evangelisch-reformierter Geistlicher, deutsch-baltischer Bekenner
- Geist, August (1835–1868), deutscher Landschaftsmaler
- Geist, Barbara (* 1983), deutsche Germanistin
- Geist, Carl (1870–1931), deutscher impressionistischer Maler
- Geist, Christian († 1711), deutscher Komponist und Organist
- Geist, Edwin (1902–1942), deutscher Komponist und Musikschriftsteller
- Geist, Emma (1911–2002), österreichische Schriftstellerin
- Geist, Erwin (1916–2012), deutscher Gewerkschafter und Politiker (SPD), MdL
- Geist, Gabi (* 1953), deutsche Schauspielerin
- Geist, Georg (1895–1974), deutscher Politiker (SPD)
- Geist, Georg (1923–2013), deutscher Journalist, Autor, Verwaltungsbeamter und Politiker (CDU)
- Geist, Hans-Friedrich (1901–1978), deutscher Zeichner und Kunstpädagoge
- Geist, Helmut (* 1958), deutscher Geograph
- Geist, Hermann (1828–1903), deutscher Philologe und Schulleiter in der Provinz Posen
- Geist, Johann Ludwig (1776–1854), deutscher Diener von Johann Wolfgang von Goethe, Sekretär
- Geist, Jonas (1936–2009), deutscher Architekt, Stadtplaner und Architekturhistoriker
- Geist, Jordan (* 1998), US-amerikanischer Kugelstoßer
- Geist, Joseph († 1824), österreichischer Uhrmacher
- Geist, Kimberly (* 1987), US-amerikanische Radsportlerin
- Geist, Lothar (* 1920), deutscher Schauspieler bei Film und Bühne
- Geist, Manfred (1939–1997), deutscher Journalist
- Geist, Manfred N. (1926–2002), deutscher Ökonom
- Geist, Markus (* 1981), deutscher Berufssoldat der Bundeswehr
- Geist, Matthias (* 1969), österreichischer evangelisch-lutherischer, Superintendent der Evangelischen Superintendentur A. B. Wien
- Geist, Michael (* 1968), kanadischer Rechtswissenschaftler, Autor und Blogger
- Geist, Morgan (* 1972), US-amerikanischer Musiker und DJ
- Geist, Morty (1928–2017), US-amerikanischer Jazz- und Unterhaltungsmusiker
- Geist, Nadine, deutsche Dialogbuchautorin und Synchronregisseurin
- Geist, Otto (1888–1963), deutsch-amerikanischer Archäologe und Paläontologe
- Geist, Peter (1816–1867), deutscher Genremaler
- Geist, Sebastian (1817–1908), deutscher Uhrmacher
- Geist, Sidney (1914–2005), US-amerikanischer Maler, Bildhauer, Autor und Kunstprofessor
- Geist, Sylvia (* 1963), deutsche Lyrikerin
- Geist, Thomas (1953–2003), deutscher Pionier des Buddhismus
- Geist, Thomas (* 1964), deutscher Fußballtrainer
- Geist, Valerius (1938–2021), deutsch-kanadischer Biologe und HochschullehrerValerius Geist (1938–2021)

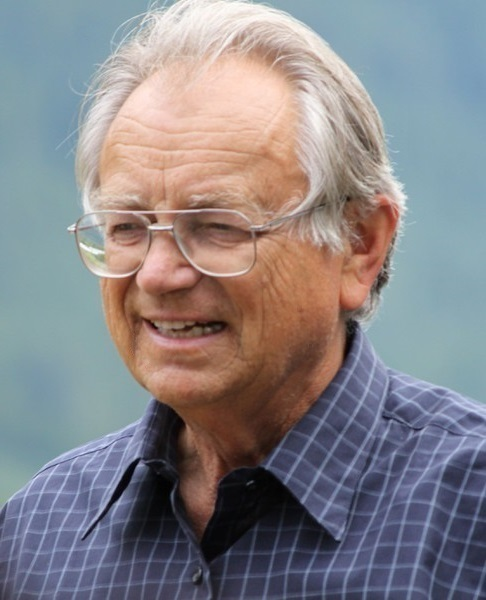
Valerius Geist (1938–2021)

- Geist, Willie (* 1975), US-amerikanischer Fernsehmoderator
- Geistbeck, Alois (1853–1925), deutscher Geograph und Schulbuchautor
- Geistbeck, Martin, deutscher Turner
- Geistdörfer, Christian (* 1953), deutscher RennfahrerChristian Geistdörfer (* 1953)

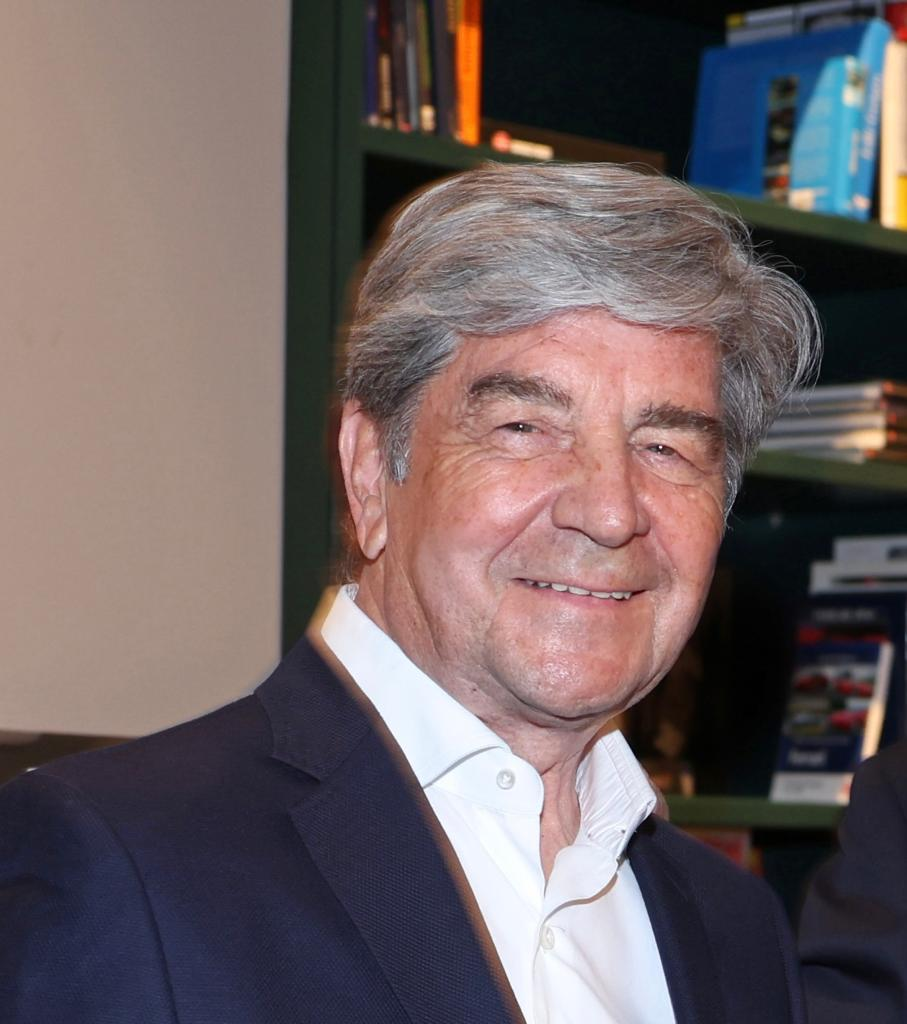
Christian Geistdörfer (* 1953)

- Geister, Erich (1921–1995), deutscher Bühnenbildner
- Geister, Hans (1928–2012), deutscher Leichtathlet und Olympiamedaillengewinner
- Geister, Paul (1874–1950), deutscher Jurist und Senator der Hansestadt Lübeck
- Geister-Maler, attischer Vasenmaler
- Geisthardt, Hans-Joachim (1925–2007), deutscher Komponist
- Geisthardt, Ralf (1954–2018), deutscher Politiker (CDU), MdV, MdL
- Geisthövel, Wolfgang (* 1940), deutscher Arzt, Schriftsteller
- Geistinger, Marie (1836–1903), österreichische Schauspielerin und Opernsängerin (Sopran) und galt als „die Königin der Operette“
- Geistler, Luca (* 1998), österreichischer Politiker (FPÖ)
- Geistmann, Berent († 1628), niederländisch-baltischer Holzschnitzer
- Geistreiter, Hans (1910–1996), deutscher Kunstmaler

#### Geisz
- Geisz, Martin (* 1948), deutscher Pädagoge und Schriftsteller

### Geit
- Geitel, August (1776–1832), deutscher Hofrat und Schriftsteller
- Geitel, Hans Friedrich (1855–1923), deutscher Physiker
- Geitel, Ignatius (1913–1985), deutscher Künstler
- Geitel, Johann Georg (1683–1771), deutsch-finnischer Maler und Universitätszeichenlehrer
- Geitel, Klaus (1924–2016), deutscher Musikjournalist, Ballettkritiker und Buchautor
- Geitel, Max (1853–1926), deutscher Patentbeamter und Autor
- Geiter, Rudolf (1913–1978), österreichischer Fußballspieler
- Geith, Ludwig (1926–1999), deutscher Architekt
- Geith, Richard (1900–1945), deutscher Grünland- und Futterbauwissenschaftler
- Geither, Michael (1769–1834), General unter Napoleon Bonaparte
- Geithner, Benjamin (1749–1829), deutscher evangelischer Geistlicher
- Geithner, Otto (1876–1948), deutscher kommunistischer Politiker (SPD, USPD, VKPD, SAPD, SED) und Journalist
- Geithner, Timothy (* 1961), US-amerikanischer Politiker, Finanzminister der Vereinigten StaatenTimothy Geithner (* 1961)

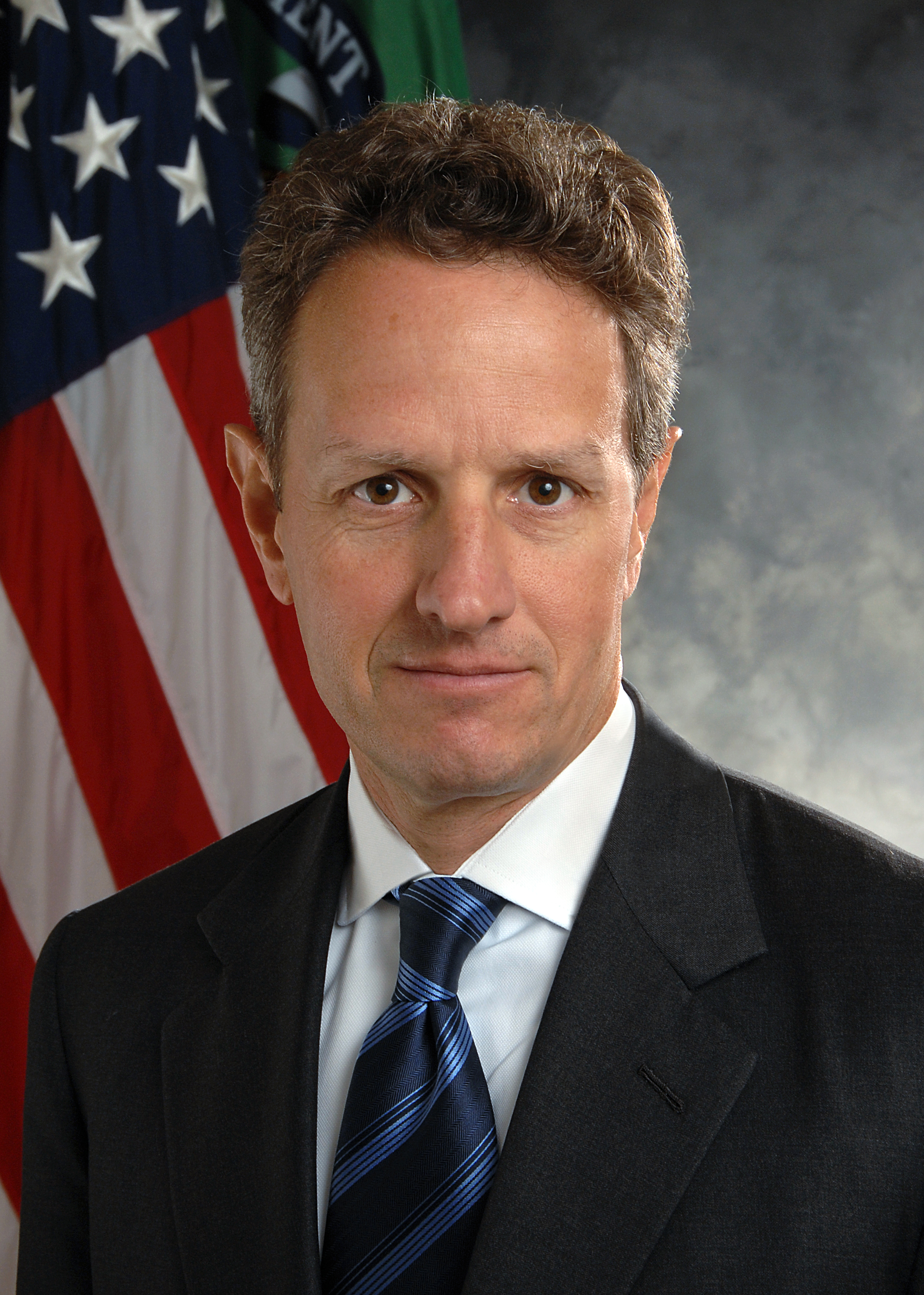
Timothy Geithner (* 1961)

- Geitl, Andreas (* 1956), deutscher Küchenchef, Autor von kulinarischer Literatur und Fernsehkoch
- Geitler von Armingen, Josef (1870–1923), österreichischer Physiker
- Geitler, Lothar (1899–1990), österreichischer Botaniker und Cytologe
- Geitlinger, Ernst (1895–1972), deutscher Maler
- Geitmann, Hans (1902–1990), deutscher Ingenieur und Vorstand der Deutschen Bundesbahn
- Geitmann, Roland (1941–2013), deutscher Rechtswissenschaftler
- Geitmann, Sven (* 1970), deutscher Wasserstoffexperte, Autor und Verleger
- Geitner, Ernst August (1783–1852), deutscher Chemiker, Arzt, Botaniker und Erfinder
- Geitner, Kurt von (1884–1968), deutscher Generalmajor im Zweiten WeltkriegKurt von Geitner (1884–1968)

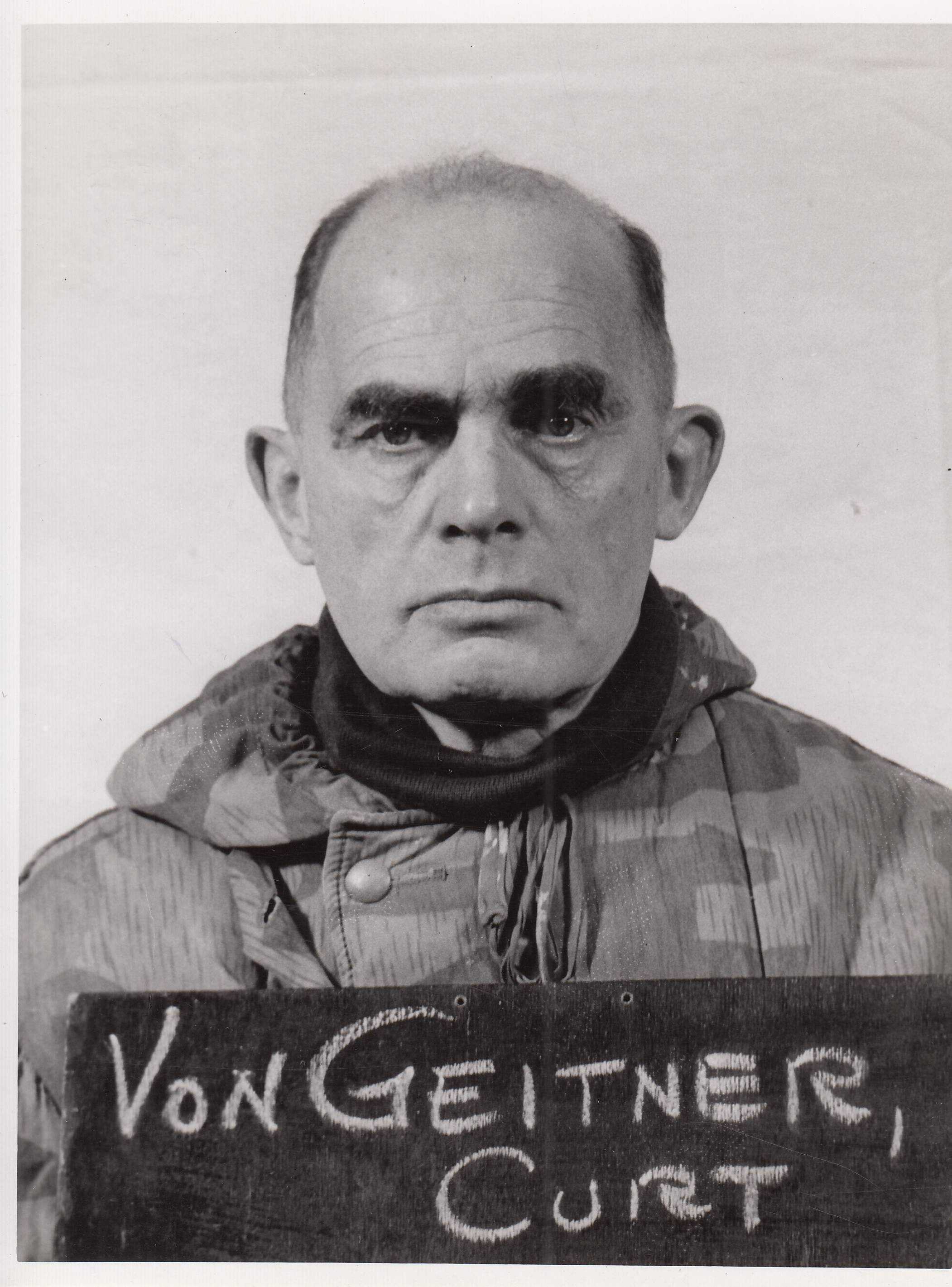
Kurt von Geitner (1884–1968)

- Geitner, Michael (* 1964), deutscher Pferdetrainer
- Geitner, Thomas (* 1955), deutscher Manager
- Geitner, Ursula (* 1956), deutsche Germanistin
- Geitz, Karl (1913–2008), deutscher Lehrer und Uhrmacher
- Geitzkofler, Georg (1526–1577), Münzmeister im böhmischen Joachimsthal (Jáchymov) (1562–1576)

### Geiw
- Geiwitz, Arndt (* 1969), deutscher Wirtschaftsprüfer und Steuerberater
- Geiwitz, Eugen (1901–1984), deutscher Fechter, deutscher Meister, Wm- und Olympiateilnehmer

### Geiz
- Geizkofler, Ferdinand (1592–1653), Freiherr und württembergischer Hofkanzleidirektor
- Geizkofler, Zacharias (1560–1617), Reichspfennigmeister des Heiligen Römischen Reichs (1589–1603)